# Arkhip Kouïndji
Arkhip Ivanovitch Kouïndji (en ukrainien : Архип Іванович Куїнджі, en russe : Архип Иванович Куинджи), né le 15 janvier 1841 (27 janvier dans le calendrier grégorien) dans l'ouïezd de Marioupol (gouvernement d'Ekaterinoslav, Empire russe) et mort le 11 juillet 1910 (24 juillet dans le calendrier grégorien) à Saint-Pétersbourg, est un peintre paysagiste russe d'origine grecque-pontine.

## Biographie
Arkhip Kouïndji naît dans une famille pauvre, son père était un modeste cordonnier grec pontin. Le nom Kouïndji signifie orfèvre en langue urum, langue des Grecs de Crimée. Il perd ses parents très tôt et est élevé par la famille de son père. Il apprend un peu à écrire et à lire (en grec) dans son enfance tout en gardant les oies, et en participant à divers travaux. Il montre très tôt des dispositions pour le dessin. L'été 1855, à 14 ans, il se rend chez le peintre Ivan Aïvazovski, en Crimée à Théodosie espérant y devenir apprenti. Mais Aïvazovski ne s'intéresse pas à son travail et seul un des parents de ce peintre Adolphe Fessler (ru) l'aide un peu en peinture et le reçoit chez lui. Après quelques mois Arkhip part pour Taganrog. Il travaille comme retoucheur de photographies chez un photographe d' Odessa pendant trois ans, puis travaille à Taganrog chez un autre photographe, il y ouvre même son propre studio de photo, mais sans succès.
Un de ses premiers tableaux, Le Logis de Tatars de Crimée (disparu aujourd'hui), est accepté en 1868 à une exposition de l'Académie, où il est admis comme étudiant libre. Il devient peintre officiellement en 1872, pour son tableau La Débâcle automnale (ru) (1872, Musée russe, Saint-Pétersbourg), et reçoit une médaille de bronze à l'exposition universelle de Londres, en 1874 et participe aux expositions des Peintres ambulants, dont il devient membre à part entière en 1877. À cette époque il fait connaissance avec les peintres Ivan Kramskoï et Ilia Répine. Ces rencontres ont eu une grande importance dans l'œuvre de Kouïndji qui a commencé à se tourner vers une perception réaliste.
Sa passion pour les idées des Peintres ambulants a conduit Kouïndji à créer des œuvres comme La Débâcle automnale (ru) (1872, Musée russe, Saint-Pétersbourg), Village oublié (ru) (1874, Galerie Tretiakov, Moscou), Le chemin des rouliers à Marioupol (ru) (1875, Galerie Tretiakov, Moscou). Dans ces tableaux, les idées sociales, le désir d'exprimer ses sentiments politiques prédominent et c'est pourquoi il les réalise en teintes sombres et même lugubres. Mais la gamme de couleurs reste variée et atténue le sentiment de lourdeur et de découragement et suscite de la sympathie pour les personnages représentés. Toutes ces œuvres ont été exposées dans le cadre des expositions des Peintres ambulants et ont eu beaucoup de succès. On a commencé à parler de lui et cela lui a donné confiance en lui et l'a décidé à ne plus assister aux cours de l'académie.

### Développement de la créativité (années 1870)

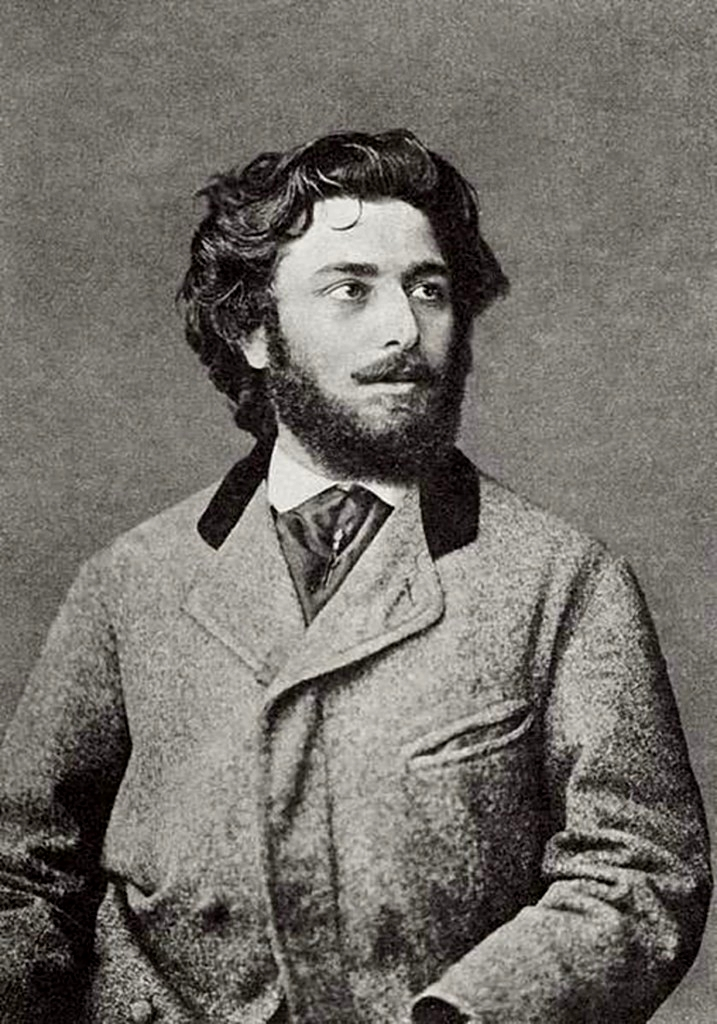
Arkhip Kouïndji (dans les années 1870).

Kouïndji ne reprend toutefois pas à son compte l'ensemble des idées des Peintres ambulants. À partir de 1870, il visite à plusieurs reprises l'île de Valaam, lieu de prédilection des paysagistes peterbourgeois, en 1873, il crée deux paysages remarquables intitulés : Sur l'île de Valaam (Galerie Tretiakov) et Lac Ladoga, (Musée russe), qui créent à leur manière une brèche dans les conceptions du paysage des Peintres ambulants ou en tout cas s'éloignent de celles-ci. Le tableau Sur l'île de Valaam s'en distingue par le réalisme de la nature et l'utilisation d'éléments romantiques tels que le ciel orageux menaçant, la mystérieuse lumière crépusculaire, l'inquiétude qui en ressort. La toile a été exposée lors d'une exposition de l'académie, puis à Vienne et a finalement été la première de ses toiles acquise pour la collection de Pavel Tretiakov.
Le tableau  Le Lac Ladoga attire le regard par l'élégance de son style, la légèreté et la finesse du dessin, l'effet produit par la fond de pierre qui brille à travers l'eau transparente. Un scandale est lié à cette toile qui n'a éclaté que dix ans plus tard, en 1883, quand est apparue celle de Roufim Soudkovski intitulée Calme plat, qui utilise la même approche stylistique. Kouïndji accuse Soudkovski de plagiat, se dispute avec lui qui était pourtant son ami et exige que la presse, qui place les deux œuvres sur pied d'égalité, signale que c'est à lui que reviennent les droits d'auteur. D'autres artistes de Saint-Pétersbourg prennent parti pour l'un ou l'autre des deux peintres. Ivan Kramskoï et Ilia Répine qualifient ouvertement Calme plat d'emprunt direct et donnent raison à Kouïndji. L'écrivain Fiodor Dostoïevski appréciait particulièrement cette toile dont les ténèbres et l'humidité semblent imprègner le spectateur .
En 1875, Kouïndji est en France. Il en profite pour s'acheter une queue-de-pie et un haut-de-forme pour son mariage. Il retourne à Marioupol où il épouse la fille d'un riche marchand, Véra Léontevna Ketcherdji-Chapovalova, qu'il aimait depuis son enfance, en l'Église de la Nativité où il fut baptisé. Après la noce ils se rendent sur l'île de Valaam.

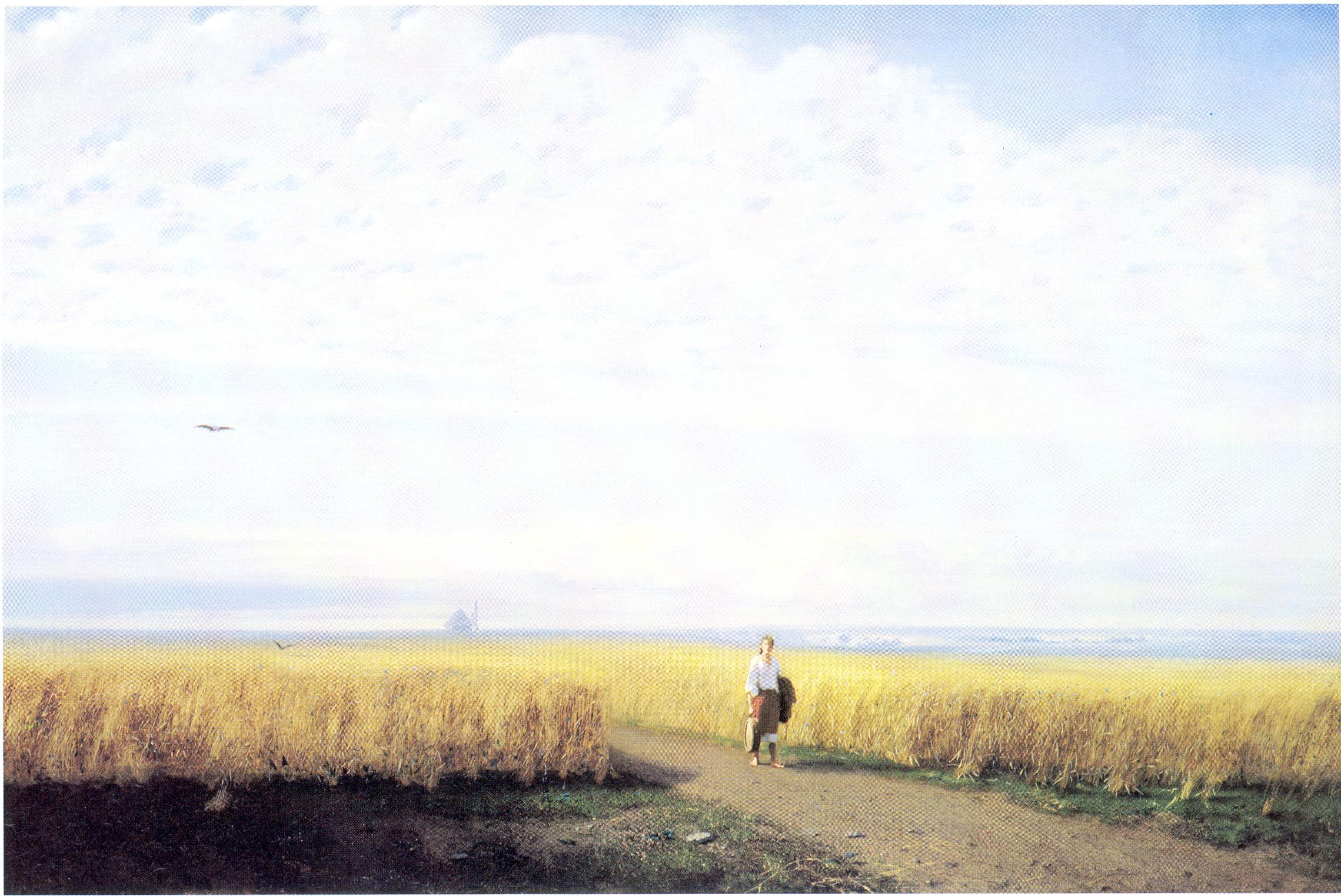
Les Steppes (1875).

La même année, à l'exposition des Peintres ambulants, Kouïndji réalise le tableau Les Steppes et, l'année suivante, en 1876, Nuit ukrainienne qui a eu beaucoup de succès avec sa composition presque décorative du paysage. Avec cette toile commence la période romantique de l'œuvre du peintre, qui se crée un système décoratif original parmi les peintres russes.
En 1875, Kouïndji accepte de devenir membre du groupe des Peintres ambulants, mais un an plus tard il abandonne les idées du groupe dans sa peinture. L'essentiel est pour lui de profiter de la beauté de la vie et de l'interpréter selon ses propres idées sur la beauté plutôt que de suivre les idées de ce mouvement. Cette attitude de Kouïndji a rendu l'évaluation de son travail difficile pour ses contemporains, malgré toute l'admiration qu'ils avaient pour lui.

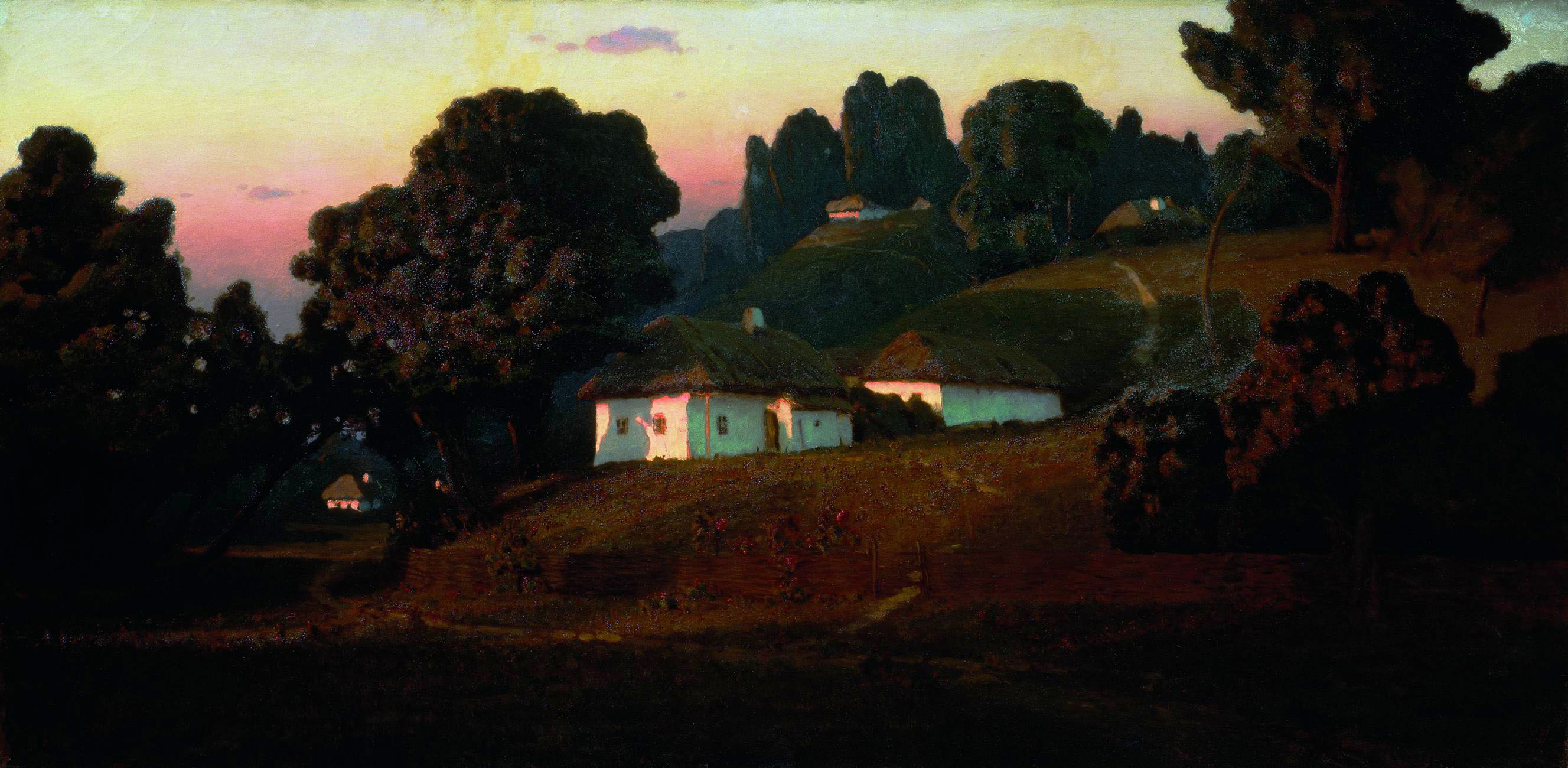
Soir en Ukraine, 1878, Musée Russe, Saint-Pétersbourg.

Lors de l'Exposition universelle de 1878 à Paris, l'admiration unanime du public et des critiques pour son œuvre s'est exprimée en présence du couple Kouïndji. Tous ont reconnu l'absence d'influence étrangère dans ses œuvres. Un critique qui défendait l'impressionnisme qualifie Kouïndji de « plus intéressant des jeunes peintres russes, chez qui, plus que chez les autres, on ressent la nationalité d'origine ». La même année, le peintre commence le travail sur son tableau Soir en Ukraine, qu'il poursuivit durant 23 ans.

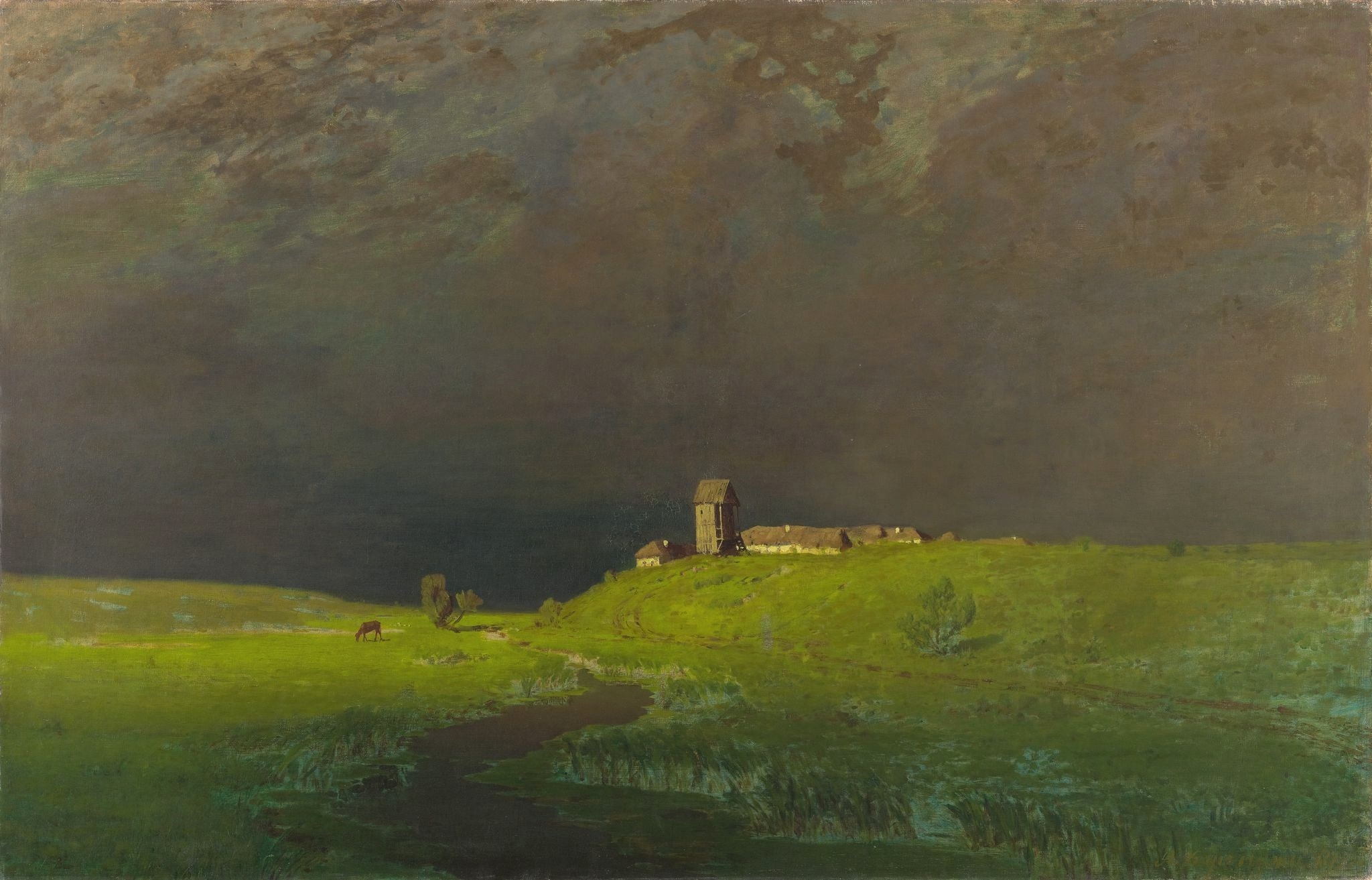
Après la pluie, 1879.

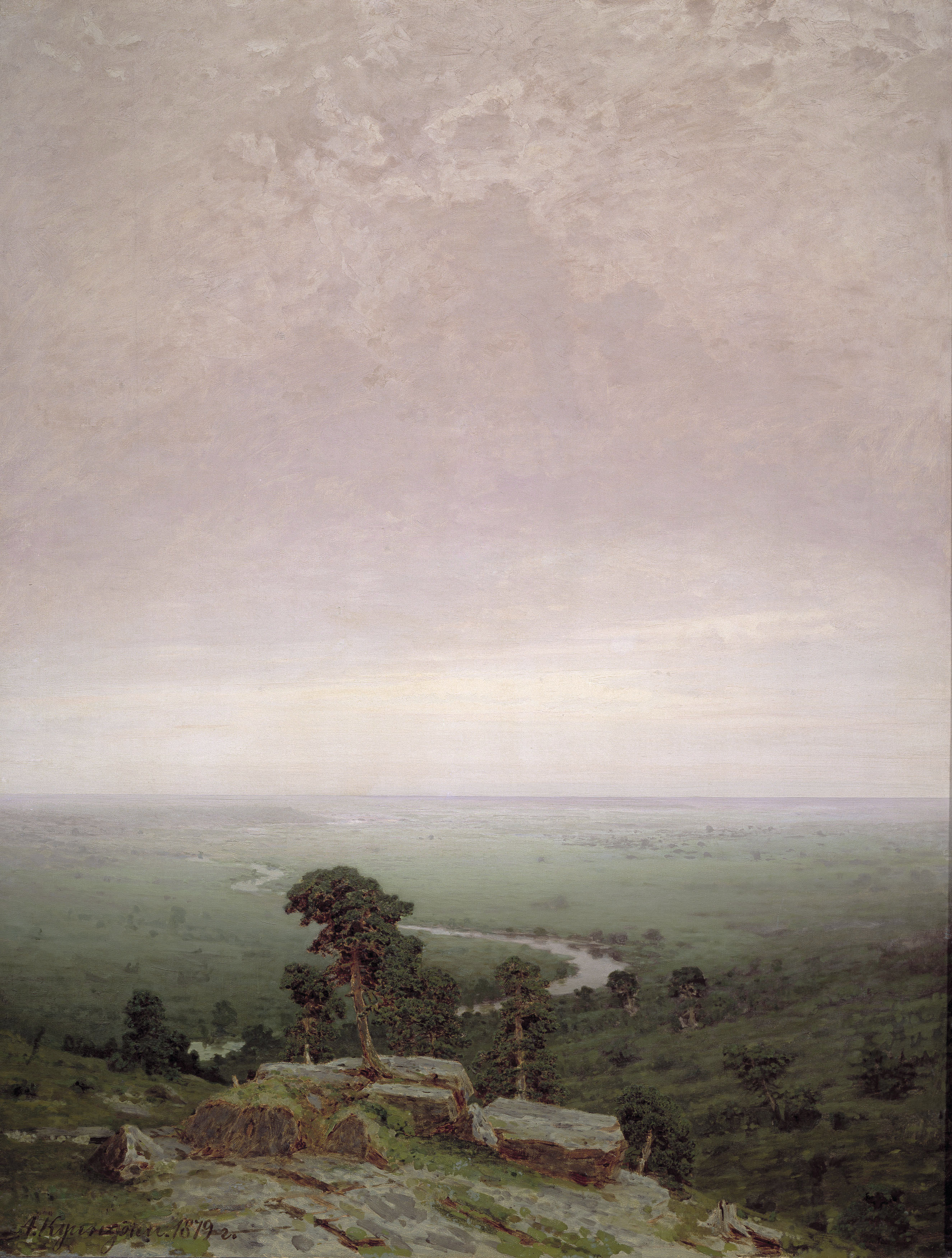
Le Nord, 1879.

En 1879, Kouïndji présente au public sa trilogie de paysages : Le Nord, Petit bois de bouleaux et Après la pluie (toutes ces toiles se trouvent à la Galerie Tretiakov à Moscou). La réalisation de ces paysages démontre que l'artiste a étudié l'impressionnisme. Bien qu'il n'en utilise pas les techniques classiques, sa fascination pour la transmission de la lumière suivant des procédés variés rend cette étude évidente (séparation des couleurs dynamiques, les saccades de coup de pinceau, la légèreté de ses ciels, la subtile combinaison de couleurs différentes).
Le 21 mars 1879, Arkhip Kouïndji et Mikhaïl Klodt sont élus au comité de révision des Peintres ambulants. Mais, à la fin de la même année, Kouïndji rompt avec ce groupe des Peintres ambulants. La raison de cette rupture est un article anonyme paru dans une revue et dans laquelle l'auteur parlait du travail de Kouïndji et des Peintres ambulants en général de manière tranchante. Il accusait en particulier Kouïndji de monotonie, d'utilisation abusive d'effets de couleur spéciaux et d'un désir excessif du spectaculaire. Quelque temps après, le nom du critique est connu : il s'avère que c'était Klodt lui-même. Kouïndji demande l'exclusion de Klodt des Peintres ambulants, mais comprenant qu'il ne serait pas exclus (Klodt était professeur à l'académie des beaux-arts), il annonça son propre retrait, malgré le fait qu'on tentait de le convaincre de rester. Beaucoup de chercheurs (en particulier Vitali Manine) s'appuyant sur les mémoires de Kramskoï à propos de cet incident, suggèrent que tout cela n'était qu'un prétexte pour Kouïndji pour sortir du groupe des Peintres ambulants. la séparation couvait depuis longtemps : Kouïndji, non seulement suivait sa voie avec confiance, mais il avait aussi pris la pleine mesure de sa popularité et de sa place dans la peinture russe et européenne. Les Peintres ambulants étaient pour lui trop restrictifs, ils limitaient trop ses talents et rompre avec eux était une simple question de temps. Toutefois, jusqu'à la fin de sa vie il entretient des relations amicales avec nombre d'entre eux, participe à leurs réunions. Lors des funérailles de Vassili Perov en 1882 il prononce un discours sincère et fort que ceux qui sont présents écoutent, selon le témoignage de Mikhaïl Nesterov, avec beaucoup de respect.

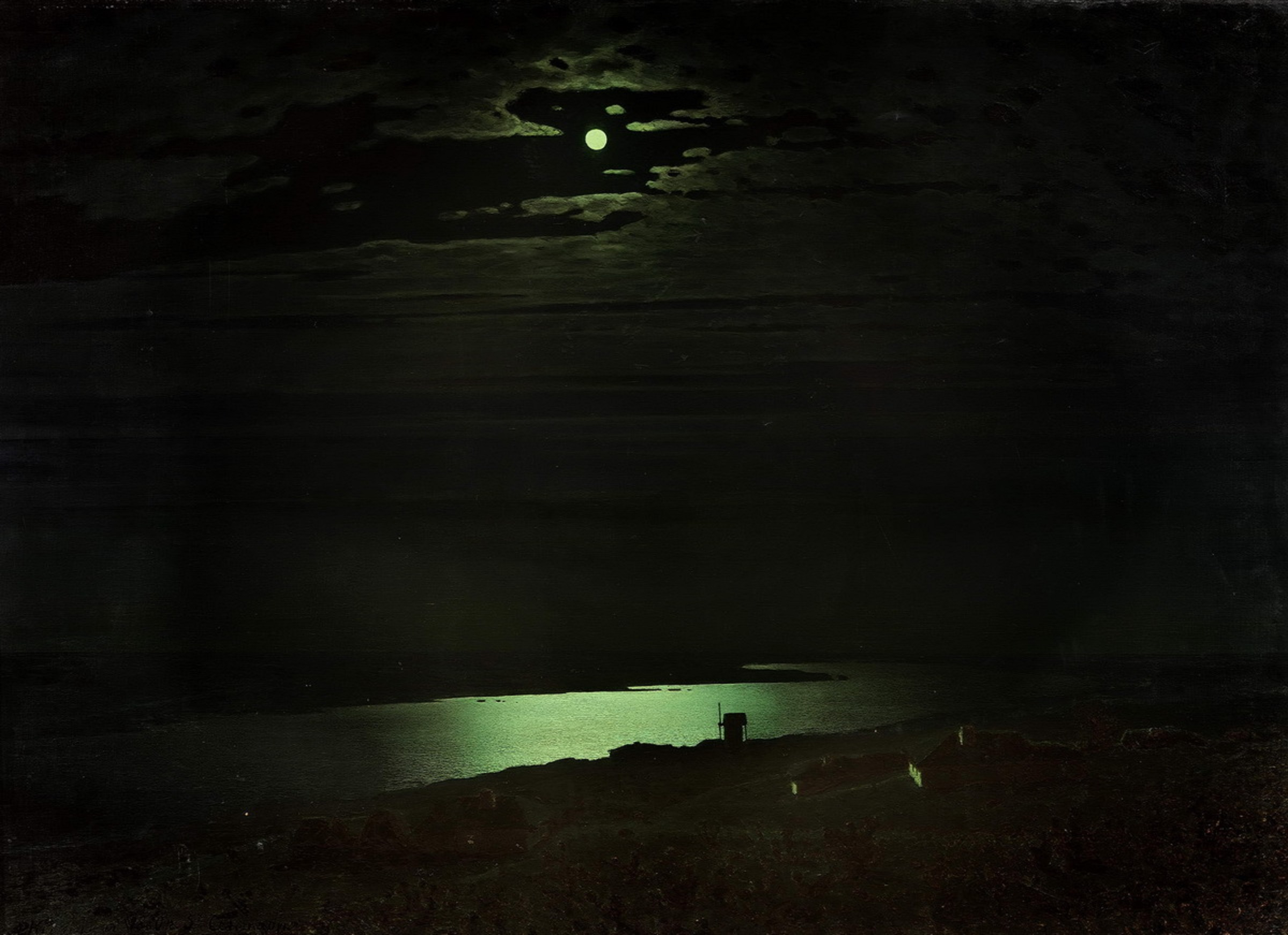
Clair de lune sur le Dniepr (1880).

Une des conséquences du retrait de Kouïndji du groupe des Peintres ambulants a été sa décision d'organiser en octobre-novembre 1880 à la Société impériale d'encouragement des beaux-arts une exposition avec son seul tableau Clair de lune sur le Dniepr (1880, Musée russe Saint-Pétersbourg). Il organise soigneusement le cadre de son exposition : il occulte les fenêtres de la salle et éclaire le tableau avec un faisceau électrique. L'œuvre connaît un succès inouï et suscite un grand émoi chez les spectateurs : ils sont émerveillés par la nouvelle combinaison des couleurs. Pour atteindre celle-ci, l'artiste a expérimenté des pigments colorés et a utilisé du bitume. Par la suite il s'est avéré que les couleurs à l'asphalte sont fragiles, se décomposent et s'assombrissent sous l'action de la lumière et de l'air. Cette particularité a malheureusement joué un rôle dans l'histoire du tableau. De nombreux collectionneurs rêvaient de cette toile, mais Kouïndji la vendit au grand-duc Constantin de Russie (1858-1915), qui l'emmena avec lui lors d'un périple mondial en bateau. Plusieurs personnes déconseillent au grand-duc d'emporter cette toile en voyage, mais il n'en démord pas et, sous l'influence de l'air marin, la composition de la couleur a été modifiée et le tableau s'est assombri. Mais malgré tout, la profondeur et la puissance du tableau subsistent et sont toujours ressenties par les spectateurs actuels. Sur cette toile, les éléments philosophiques du paysage sont déjà clairement perceptibles, ce qui constitue une transition dans l'œuvre de Kouïndji vers un niveau fondamentalement différent, où le désir principal de l'artiste n'est plus de représenter la réalité même sur la toile, mais de réfléchir à son propos et ainsi d'accéder à la signification dernière des choses.

### Les années de retraite (1880)

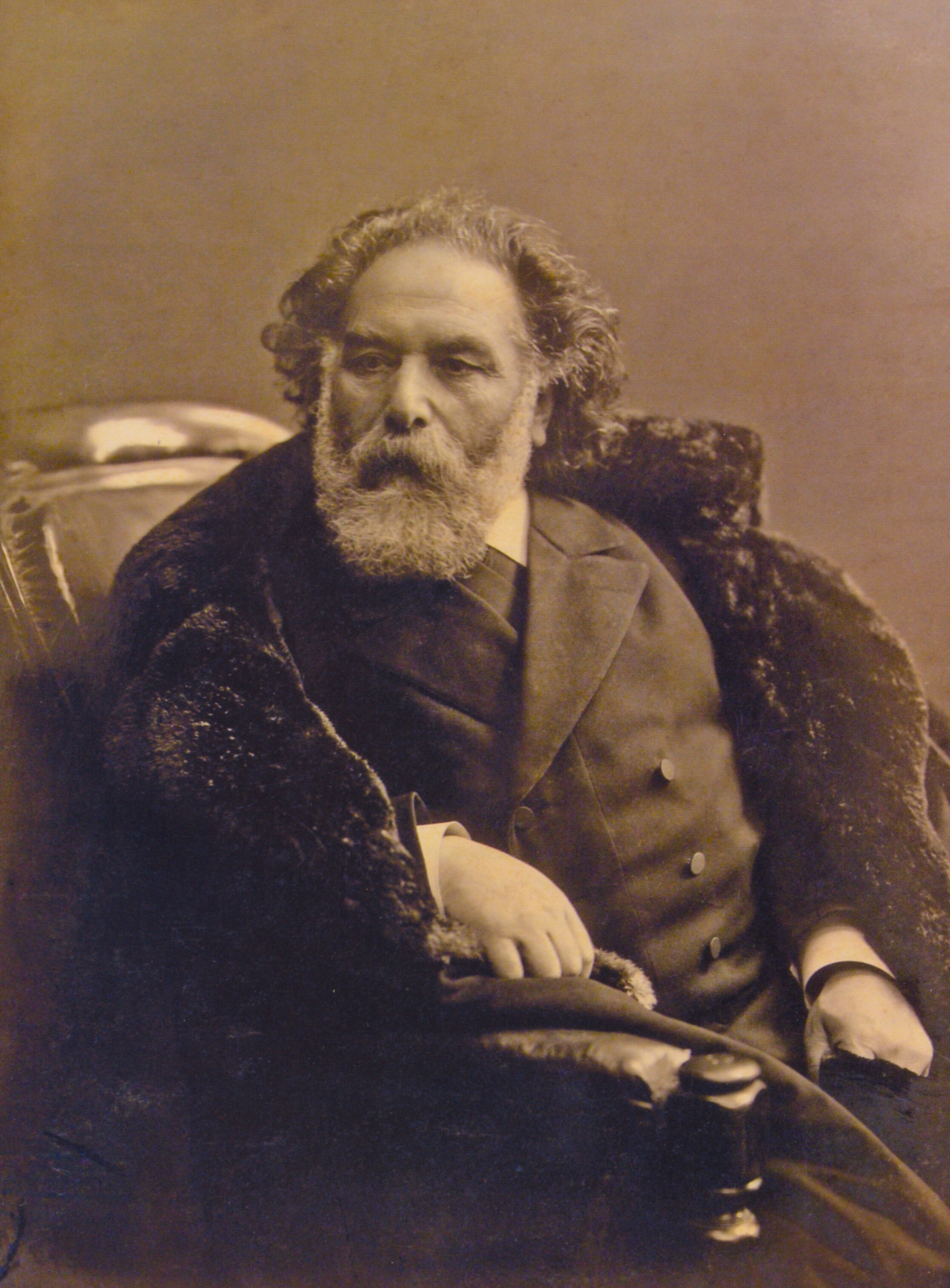
Arkhip Kouïndji vers 1900, à 58 ans.

Il continue d'exposer, rencontrant de plus en plus de succès à partir des années 1880. En 1881 Kouïndji organise à nouveau une exposition d'un seul de ses tableaux : Petit bois de bouleaux (1879, Galerie Tretiakov, Moscou), qui connaît le même succès que la précédente. En 1882 il présente : Le Dniepr, le matin (1881, Galerie Tretiakov, Moscou). Cette dernière toile est accueillie froidement par le public, avec un certain scepticisme. En juin de la même année, au passage Solodovnikovski, près du pont Kouznetsov, il monte une exposition de deux tableaux seulement : Petit bois de bouleaux et Clair de lune sur le Dniepr, après quoi il se tait pendant vingt ans, se retire dans son atelier et ne montre plus ses œuvres à personne. On n'a pas découvert jusqu'à présent pourquoi l'artiste, au faîte de sa gloire, a choisi une retraite pareille, mais il semblerait qu'il fût fatigué du battage publicitaire accompagnant chacune de ses expositions duquel il ressortait d'un côté des opinions enthousiastes, d'un autre des critiques à son encontre. Ces dernières pour souligner son désir d'effets bon marché et l'utilisation de moyens d'éclairage artificiel afin de donner à ses toiles un aspect mystérieux. Le public et les critiques mettaient son comportement sur le compte de l'épuisement, mais ce n'était pas le cas; le peintre poursuivait le travail inlassablement et dans des styles différents, cherchant en même temps de nouveaux pigments et des produits à base de terre pour ses tableaux, de manière qu'ils résistent à l'influence de l'air ambiant et conservent leurs couleurs primitives. À cette époque il crée environ cinq cents esquisses et peintures, dont beaucoup, comme le faisaient les impressionnistes, sont réunies par séries thématiques et encore trois cents œuvres graphiques.
En 1886 Kouïndji achète pour 30 000 roubles un terrain à la pointe sud de la Crimée d'une superficie de 245 déciatines, près du village de Kikineiz (en) et au début vit là seul avec son épouse dans une petite cabane. Avec le temps il y a fait construire le petit domaine de Sara Kikineiz où le peintre avait l'habitude de venir avec ses élèves pratiquer la peinture sur le motif.
En 1888 Kouïndji, à l'invitation d'un artiste des Peintres ambulants, N. A. Iarochenko, se rend dans le Caucase. Ils y sont témoins d'un phénomène optique de montagne assez rare appelé spectre de Brocken. Il s'agit de l'ombre considérablement agrandie d'un objet, observée d'un sommet montagneux dans la direction opposée au soleil, sur un nuage de gouttelettes d'eau ou sur du brouillard. Le spectre était, phénomène plus rare encore, entouré d'un cercle lumineux coloré comme un arc-en-ciel, appelé gloire.
De retour à Saint-Pétersbourg, Kouïndji, impressionné par ce voyage, crée une série de paysages de montagne dans lesquels le romantisme se mêle à une vision philosophique. Ce qui caractérise ces tableaux du Caucase, c'est leur symbolique d'un pays idéal et inaccessible. Certains chercheurs suggèrent que ce sont ces toiles du Caucase qui ont inspiré Nicolas Roerich dans ses toiles de paysages de l'Himalaya.

Tableaux de Kouïndji des années 1880-1890
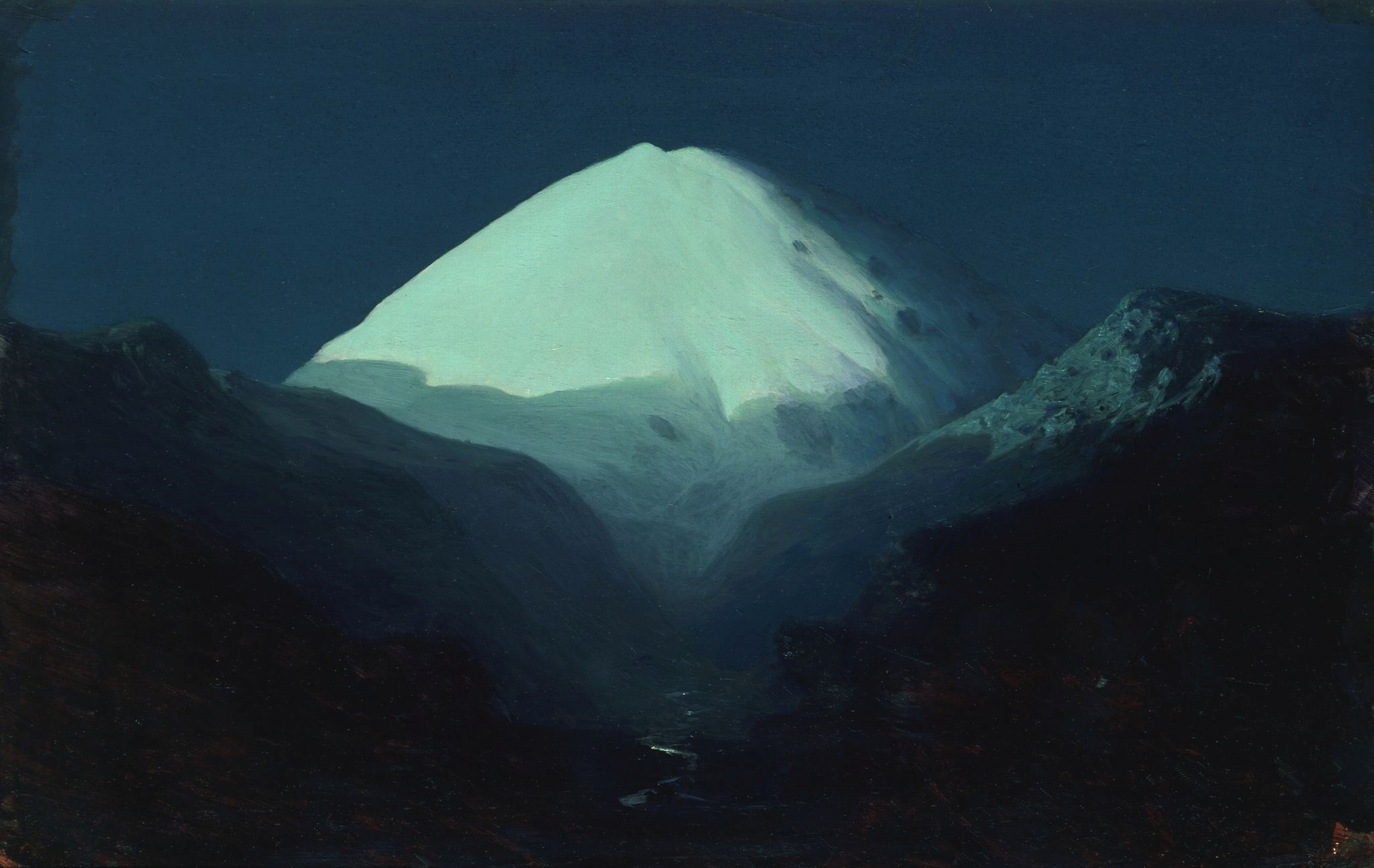
L'Elbrouz, Clair de lune, 1890-1895.
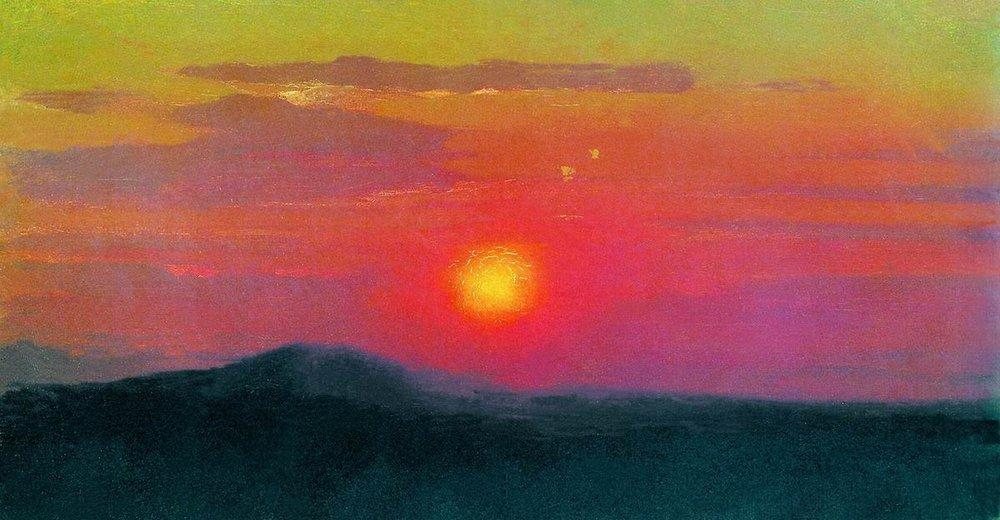
Étude, coucher de soleil, 1890-1895.
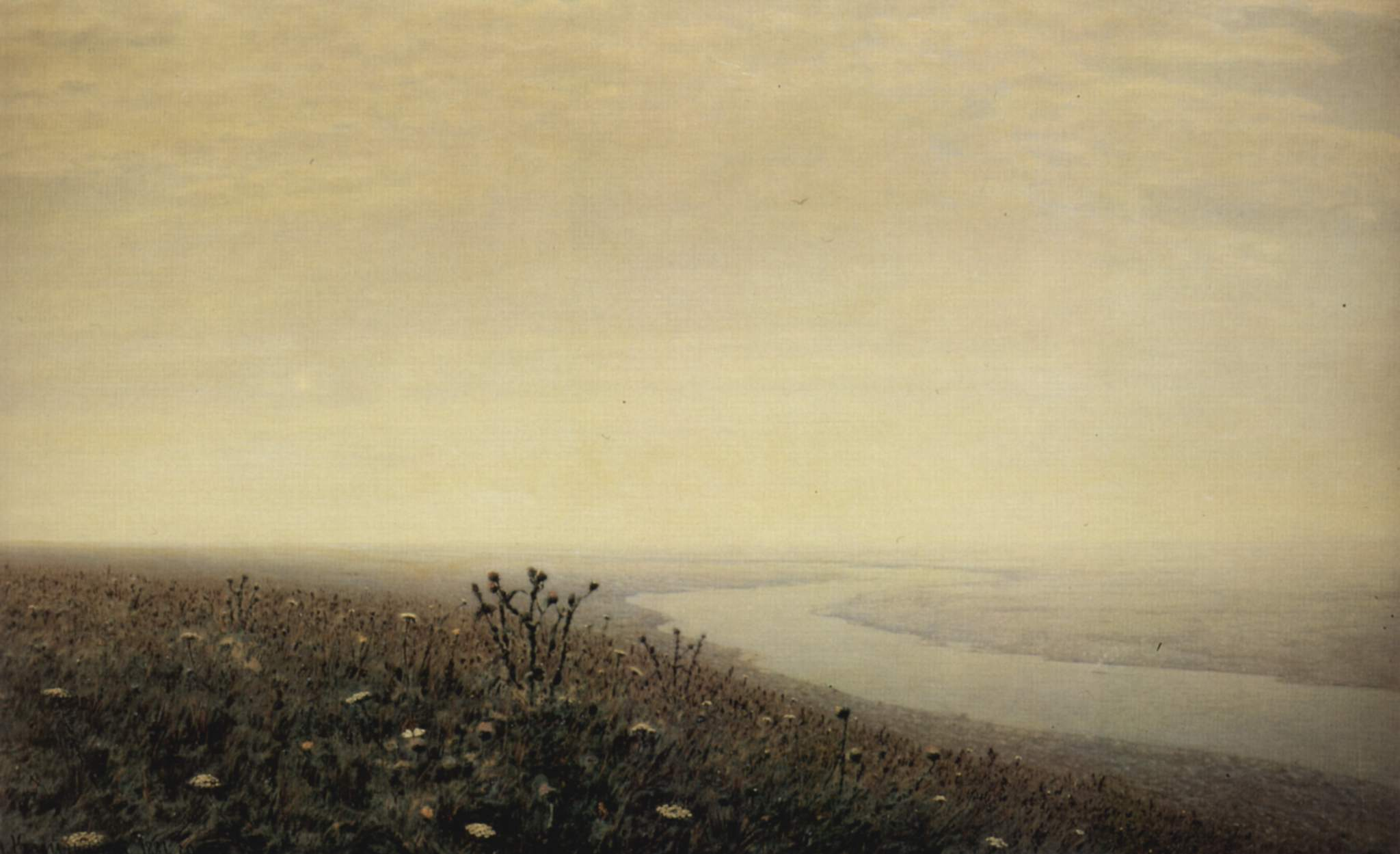
Le Dniepr, le matin, 1881.

Il devient professeur de l'Académie impériale des beaux-arts de Saint-Pétersbourg où il enseigne de 1894 à 1897 et reçoit des prix importants et des sommes d'argent importantes.
En 1901 Kouïndji abandonne sa retraite pour montrer à ses élèves et à quelques amis : Soir en Ukraine (Musée Russe, Saint-Pétersbourg), Jésus à Ghethsémani (1901, au Palais- Musée Vorontsov à Aloupka), une troisième variante de Petit bois de bouleaux (1901), (Musée national des Beaux-Arts de Biélorussie à Minsk) et encore Le Dniepr au petit matin. Comme par le passé, ses toiles ont enchanté le public, et on s'est mis à reparler de Kouïndji. Portant, en novembre de cette même année c'est la dernière exposition de l'artiste qui est organisée, après laquelle personne n'a plus vu de nouvelles toiles de son vivant. Certains témoins oculaires tentent d'expliquer l'attitude du peintre durant les dix dernières années de sa vie par sa consternation devant l'incompréhension d'une partie de son public.
En 1909, il crée la société Société des artistes Arkhip Kouïndji à laquelle il lèguera ses biens à son décès.

Tableaux de Kouïndji après 1900
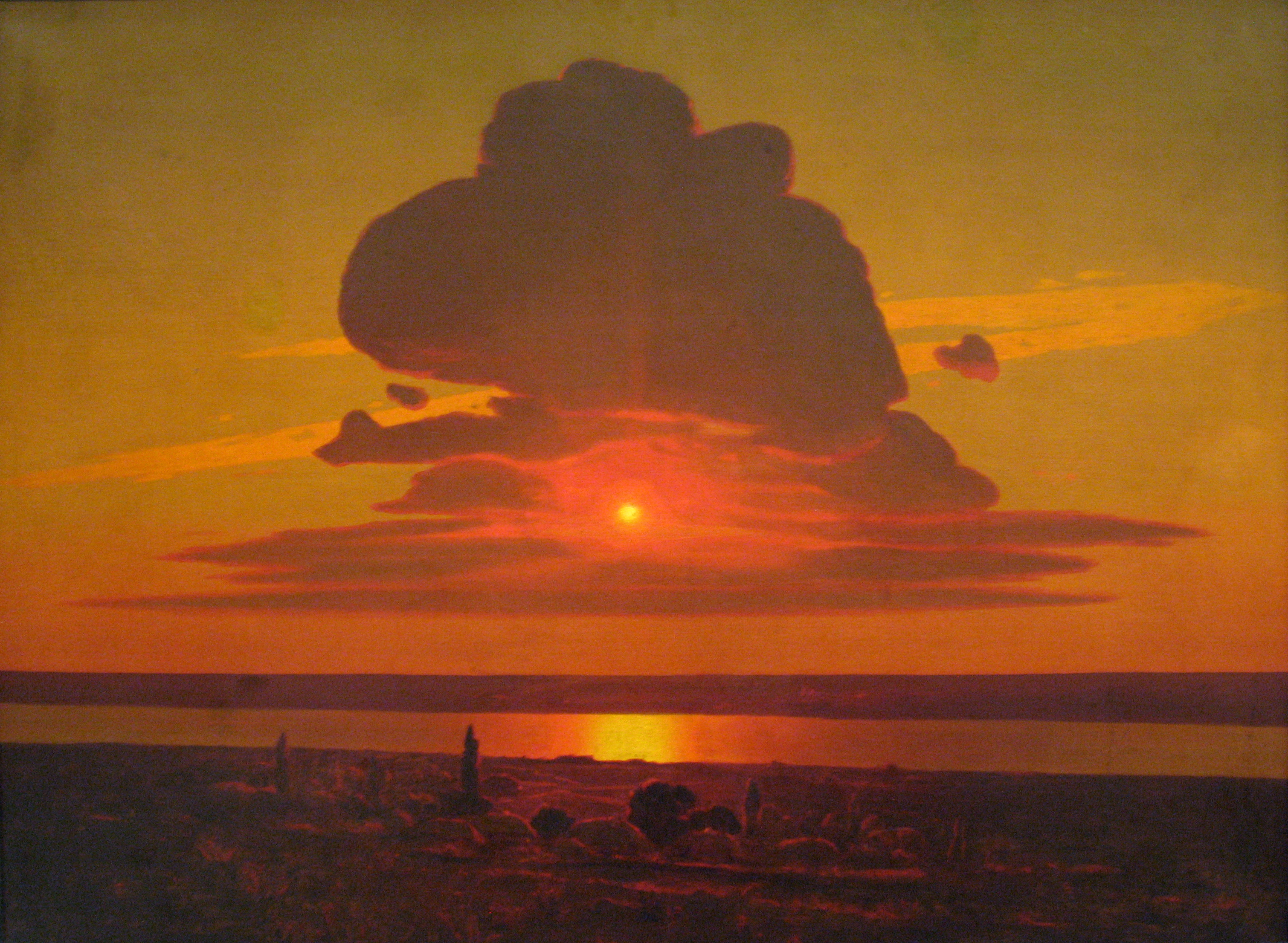
Coucher de soleil rouge 1905-1908.
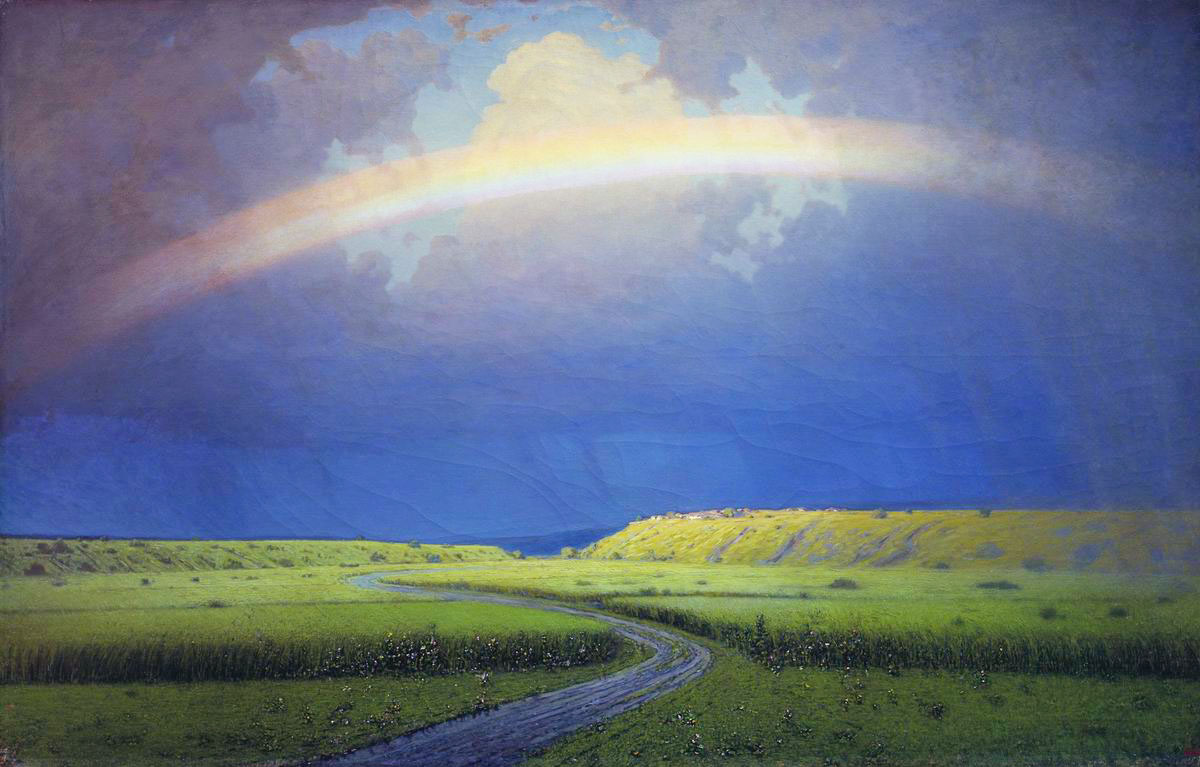
Arc en ciel 1900-1905.
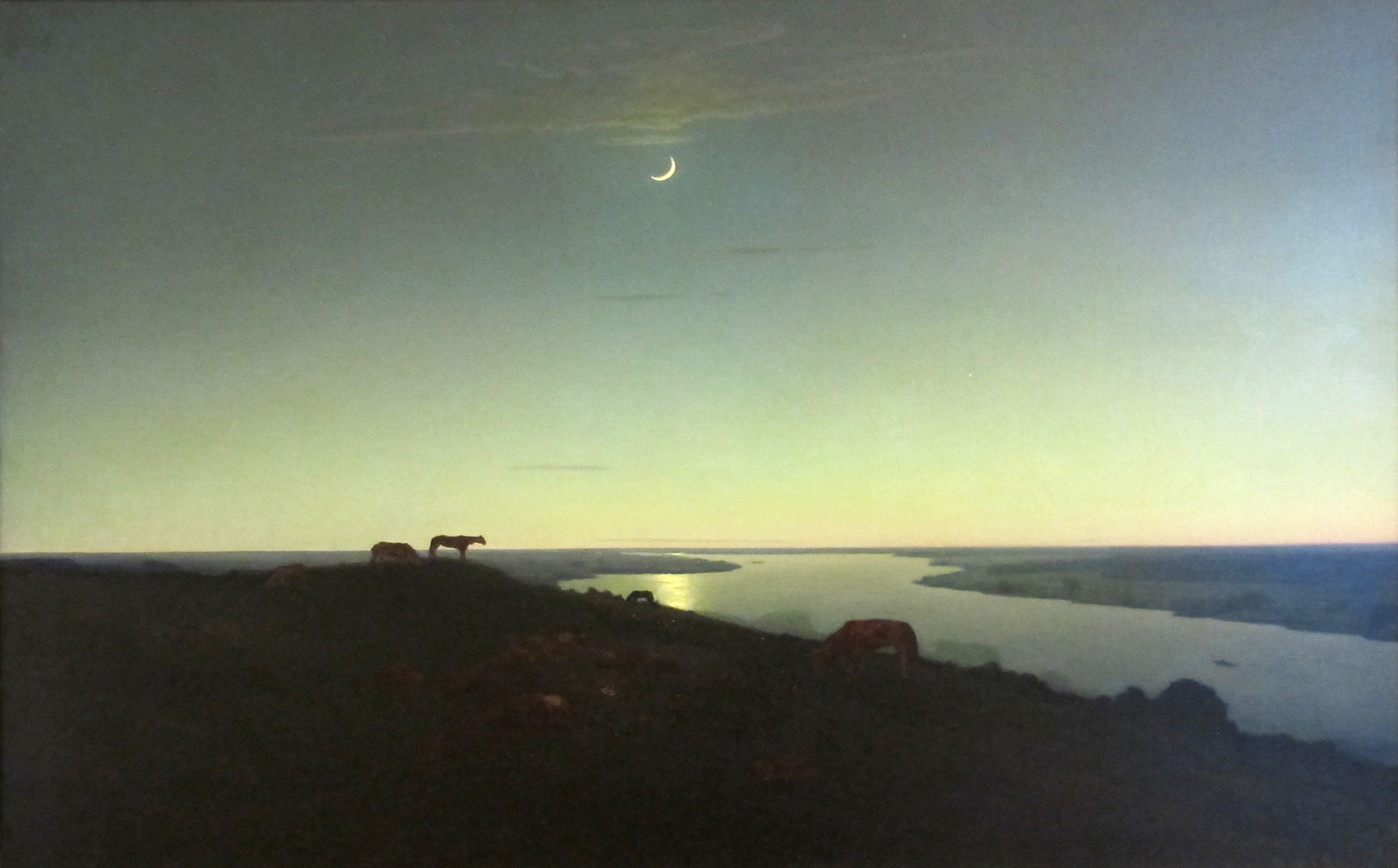
La Nuit, 1905-1908.

### Dernières années et la mort de Kouïndji
Les dernières années de la vie de Kouïndji ont été marquées par la création de plusieurs chefs-d'œuvre comme Arc en ciel (1900-1905, Musée russe, Saint-Péterbourg), Coucher de soleil rouge (1905-1908, Metropolitan Museum of Art, New York), La Nuit (1905-1908, Musée russe, Saint Pétersbourg). Dans ces dernières toiles, on retrouve des souvenirs d'enfance, sa passion pour la contemplation du ciel, sa manière de peindre qui rappelle les premiers tableaux de sa jeunesse.
Durant l'été 1910, alors qu'il est en Crimée, Kouïndji est victime d'une pneumonie. Avec l'autorisation des médecins, l'épouse le fait conduire à Saint-Pétersbourg, mais malgré les espoirs de guérison la maladie progresse du fait qu'elle est assortie d'une faiblesse du cœur. Arkhip Ivanovitch Kouïndji meurt le 11 juillet 1910 (24 juillet dans le calendrier grégorien) à Saint-Pétersbourg, chez lui, à la Maison Elisseeff, 18 ligne du quai, appartement no 11, et est inhumé au cimetière orthodoxe de Smolensk. Un buste en bronze et une pierre tombale sont installés sur la tombe, devant laquelle on a placé un portail en granit garni d'un panneau en mosaïque décoré de l'Arbre de vie, et dans lequel est reproduit un nid de serpent. Ont participé à la création de cette pierre tombale :Alexeï Chtchoussev (projet), Vladimir Beklemichev (buste) et Nicolas Roerich (esquisse du panneau); la mosaïque a été assemblée à l'atelier de Vladimir Frolov. En 1952, les cendres et la pierre tombale ont été déplacées au cimetière Tikhvine au Monastère Saint-Alexandre-Nevski.
L'artiste a légué ses biens à la Société des artistes Arkhip Kouïndji, qu'il avait créée avec son ami Constantin Kryjitski en novembre 1908 dans le but de soutenir les artistes dans le besoin. Son épouse a reçu une pension annuelle de 2 500 roubles. Le testament mentionnait encore les membres de sa famille vivant encore à cette époque. Une partie de ses biens a également été léguée à l'église dans laquelle il avait été baptisé pour que soit fondée une école qui porte son nom.
Vera Leontievna Kouïndji, son épouse, est décédée dix ans plus tard à Pétrograd à la suite de la famine qui y régnait.

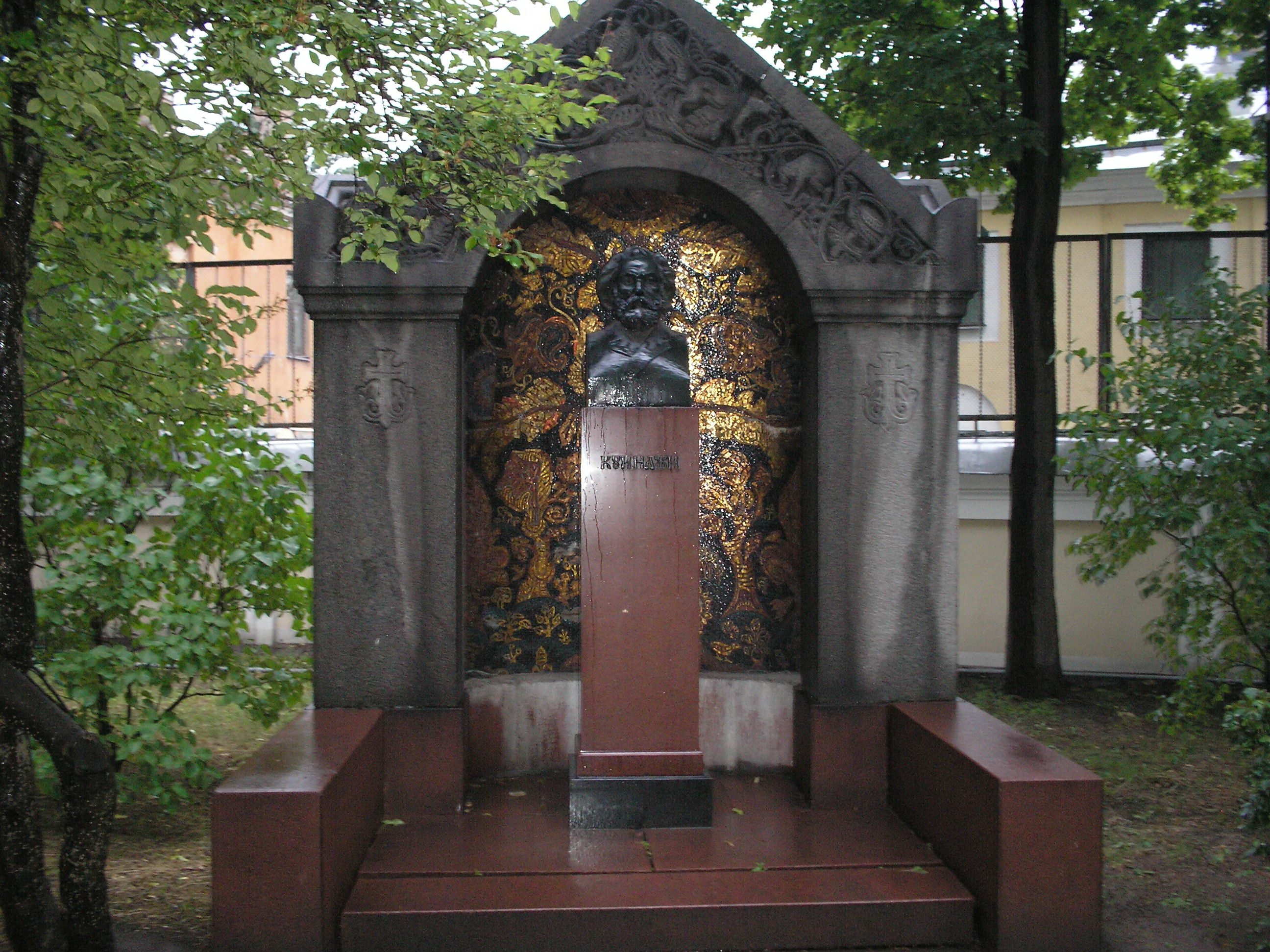
Tombe de Kouïndji au cimetière Tikhvine du monastère Saint-Alexandre-Nevski.
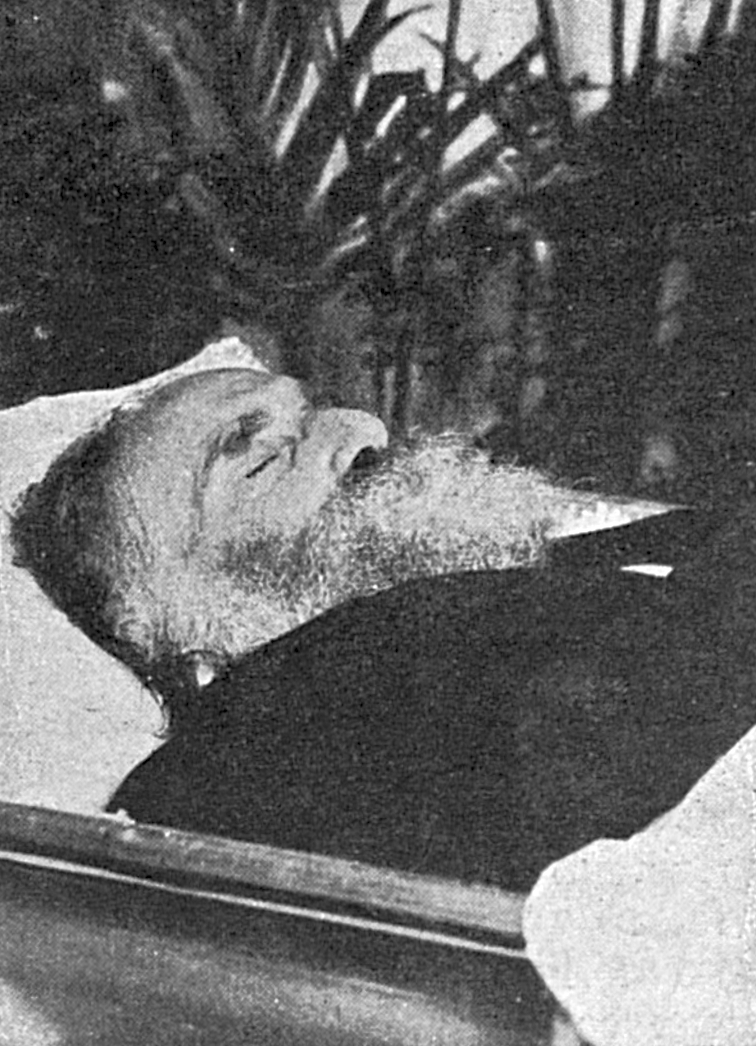
Arkhip Ivanovitch Kouïndji sur son lit de mort. Photo du magazine Ogoniok, № 30, 1910.

## École russe du paysage

Le chemin des tchoumaks à Marioupol 1875.

Kouïndji occupe une place importante dans la peinture de paysage en Russie. Il est un des maîtres les plus originaux en la matière. Son point de départ ce sont les peintures de marines d'Ivan Aïvazovski. Il en a retenu les effets de lumière de la lune et du soleil. Il se tourne ensuite, lorsqu'il s'installe à Saint-Pétersbourg, vers le réalisme des Peintres ambulants. Lors des premières expositions de ce groupe il présente des œuvres presque monochromes dans une thématique traditionnelle du paysage russe de la seconde moitié du XIXe siècle : chemins interminables, steppes sans bornes comme dans Le chemin des rouliers à Marioupol.
Il reste à cette époque très laconique et est peu tourné vers le monde intérieur.
Dans les années 1880-1890, Kouïndji renonce à tout signe de présence humaine et il représente la nature seule et dans son essence. Il est fasciné par les contrastes de la lumière du soleil et de la lune. Pour Tatiana Karpova, vice-directrice de la Galerie Tretiakov, il ne représente pas la lumière des astres, il ne l'observe pas, il transmet la substance cosmique et l'essence de phénomènes naturels. Le Clair de lune sur le Dniepr a littéralement stupéfié le public en 1880. Il s'approche dans ce tableau de la limite séparant l'art figuratif de l'art abstrait. En dix ans le peintre a parcouru les principales étapes du développement de la peinture en Europe en partant du réalisme jusqu'au seuil de l'Art nouveau. Par ailleurs, si dans les années 1870-1880 apparaissent encore dans la pénombre des personnages, dans les années 1890 il ne représente plus que la nature, son véritable sujet étant la lumière, la sensation qu'elle provoque .
C'est ainsi qu'avec Isaac Levitan, Arkhip Kouïndji est aussi un des principaux représentants de luminisme en Russie,.

## Bienfaisance
Quand Kouïndji est devenu célèbre et que ses tableaux ont commencé à se vendre cher, l'artiste achète une maison de rapport à Saint-Pétersbourg sur l'Île Vassilievski, la rénove et l'utilisera à la fin de sa vie pour en tirer des revenus en louant des appartements (adresse — 10-11e ligne sur l'île Vassilevski, maison № 39, construite en 1876-1877 par l'architecte E. Kriouger pour le marchand N. S. Lvov, acquise par Kouïndji en 1891). Lui et son épouse vivent très modestement, la plus grande partie des bénéfices réalisés sur la vente de ses tableaux sont donnés par le couple à des œuvres de charité. Ainsi, en 1904, Kouïndji fait don à l'académie des beaux-arts d'une somme de 100 000 roubles pour récompenser les 24 prix annuels aux étudiants les plus méritants, et en 1909 il fait don à la Société des artistes Arkhip Kouïndji de 150 000 roubles ainsi que sa propriété en Crimée (à Kikineiz) . En 1909, il donne à la Société impériale d'encouragement des beaux-arts une somme de 11 700 roubles pour les récompenses des prix pour la peinture de paysage.
À la demande de la Société de Taganrog pour l'étude de la région et des antiquités locales, la Société des artistes Arkhip Kouïndji fait don, après la mort de Kouïndji, des études pour Arc-en-ciel et Les Vagues  au musée de Taganrog. Aujourd'hui, ces œuvres font partie des collections du Musée d'art de Taganrog. Deux autres œuvres y sont conservées : La mer de nuit et Le village oublié. En 1914 les représentants de cette société ont remis à la galerie d'Ekaterinoslav (aujourd'hui Musée des beaux-arts de Dniepropetrovsk plusieurs esquisses datant des années 1880-1900 et inconnues du grand public. Chacune de ces études a servi finalement à créer de grandes toiles : étude Après l'orage prépare le tableau Le Village, Les Montagnes, les  Sommets enneigés. Le Caucase  (1890—1895, Musée Russe, Saint-Pétersbourg), et Nuage sur la steppe est devenu plus tard Le Nuage Musée Russe, Saint Pétersbourg.

## Adresses à Saint-Pétersbourg

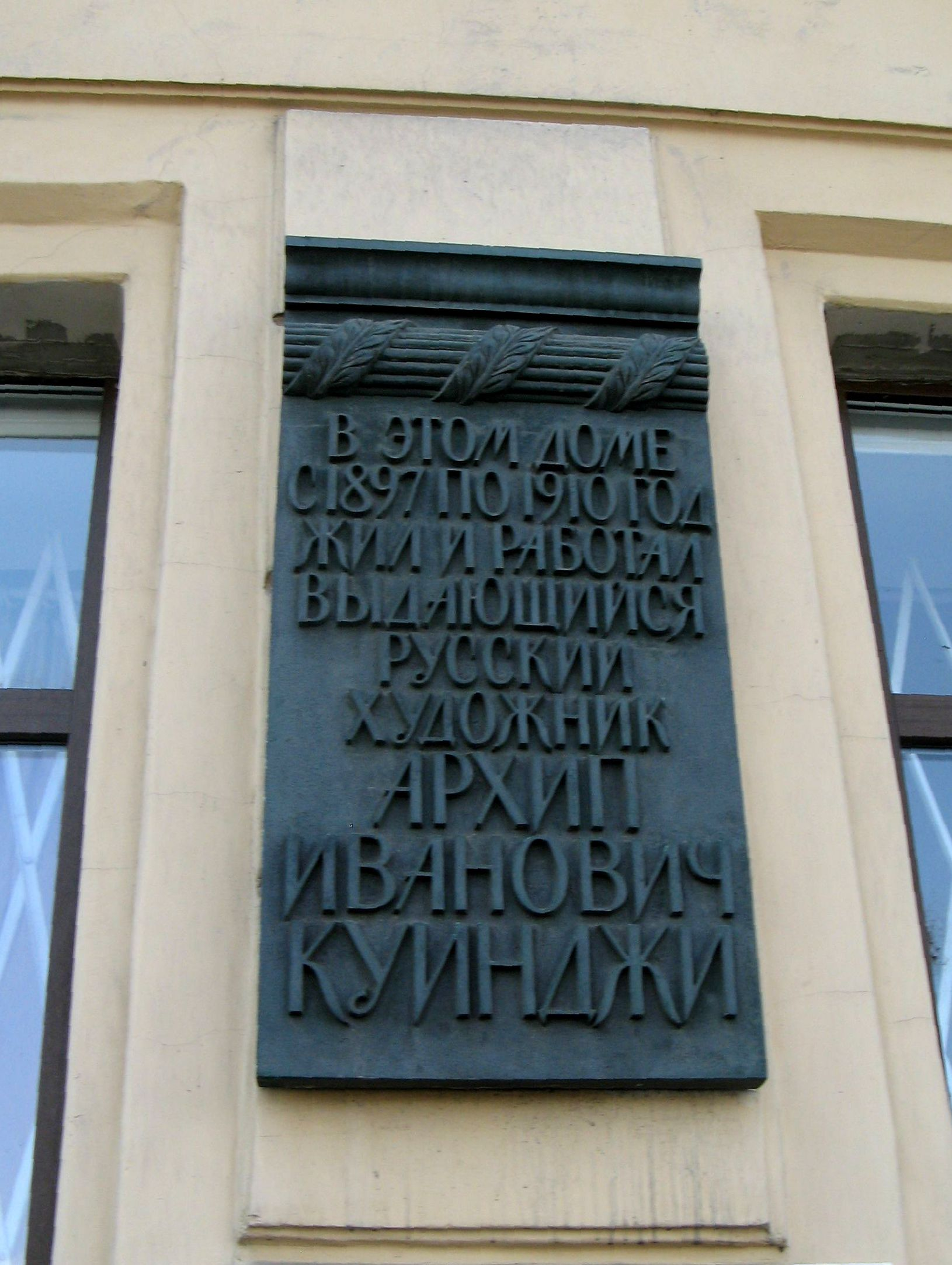
Panneau commémoratif sur la maison de la ruelle Birjeva à Saint-Pétersbourg.

- 1870—1880 : hôtel particulier Nikolaï Grebionka, île Vassilievski, Perspective Maly, maison. № 16, appartement № 4 (avec atelier). C'est là que Kouïndji a peint Clair de lune sur le Dniepr et Petit bois de bouleaux à l'automne 1877 Ilia Répine en arrivant dans la capitale a vécu quelque temps dans cet appartement et après quelques jours a réalisé le portrait de Kouïndji.
- 1897 — 11.07.1910 : maison de rapport Elisseév sur l'île Vassilievski, ruelle Birjeva, Saint-Pétersbourg, maison № 1, appartement № 11, autres adresses : ligne Birjeva, maison № 18; ruelle Volkhov, maison № 2; Quai Makarov, maison № 10). C'est dans cette dernière que se trouve le musée A. Kouïndji.

## Élèves
Constantin Bogaïevski, Nicolas Roerich, Arkadi Rylov, Alexandre Borissov, Vilhelms Purvītis, Konstantin Broblevski (ru), I. Brovar, Grigori Kalmykov (ru), Nikolaos Himonas (en), Evgueni Stloitsa (ru), Viktor Zarubin, Mikhaïl Latri (ru), Ferdynand Ruszczyc, А. А. Tchoumakov, M. I. Pedachenko, P. N. Vagner, Anton Kandaourov, V. А. Bondarenko.

## Galerie d'images

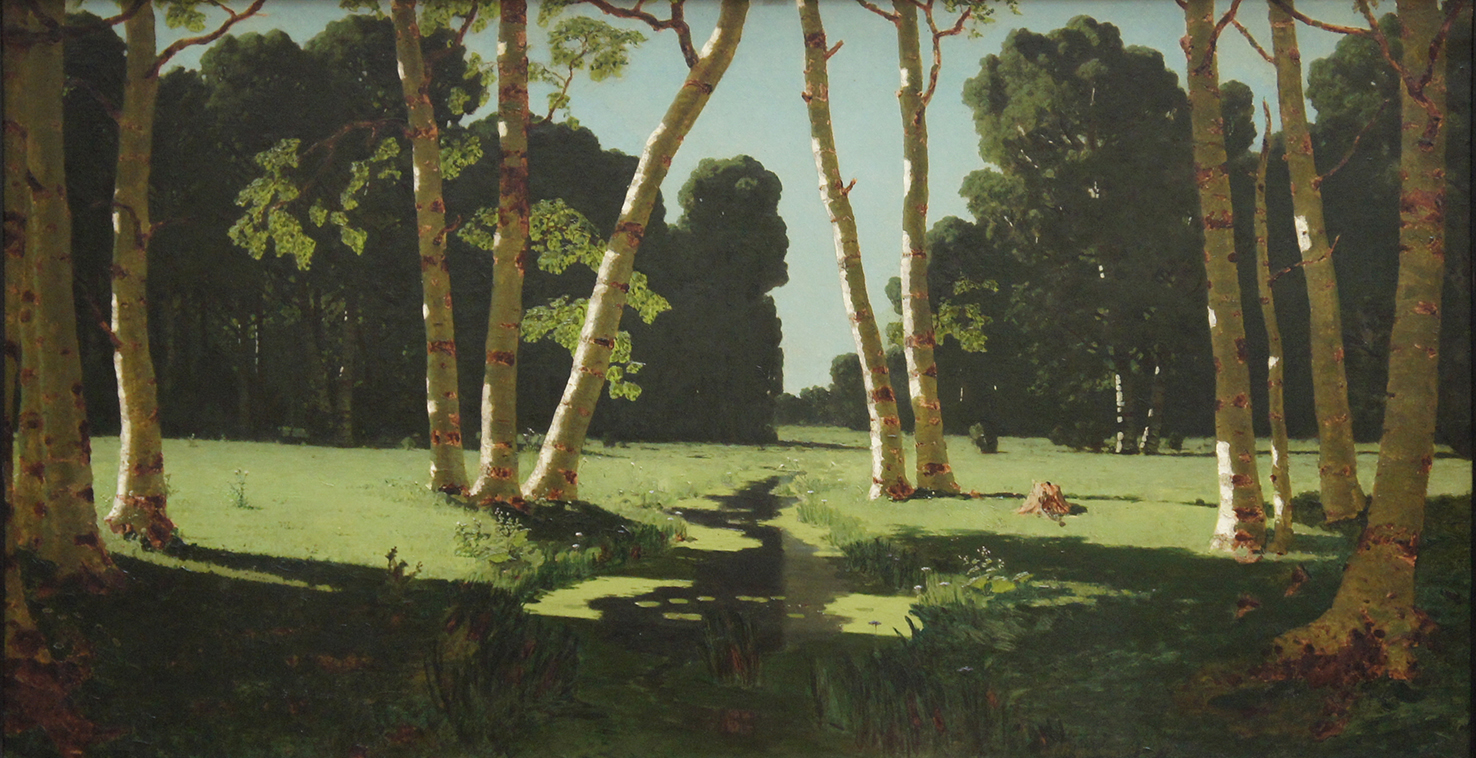
Petit bois de bouleaux (1879)
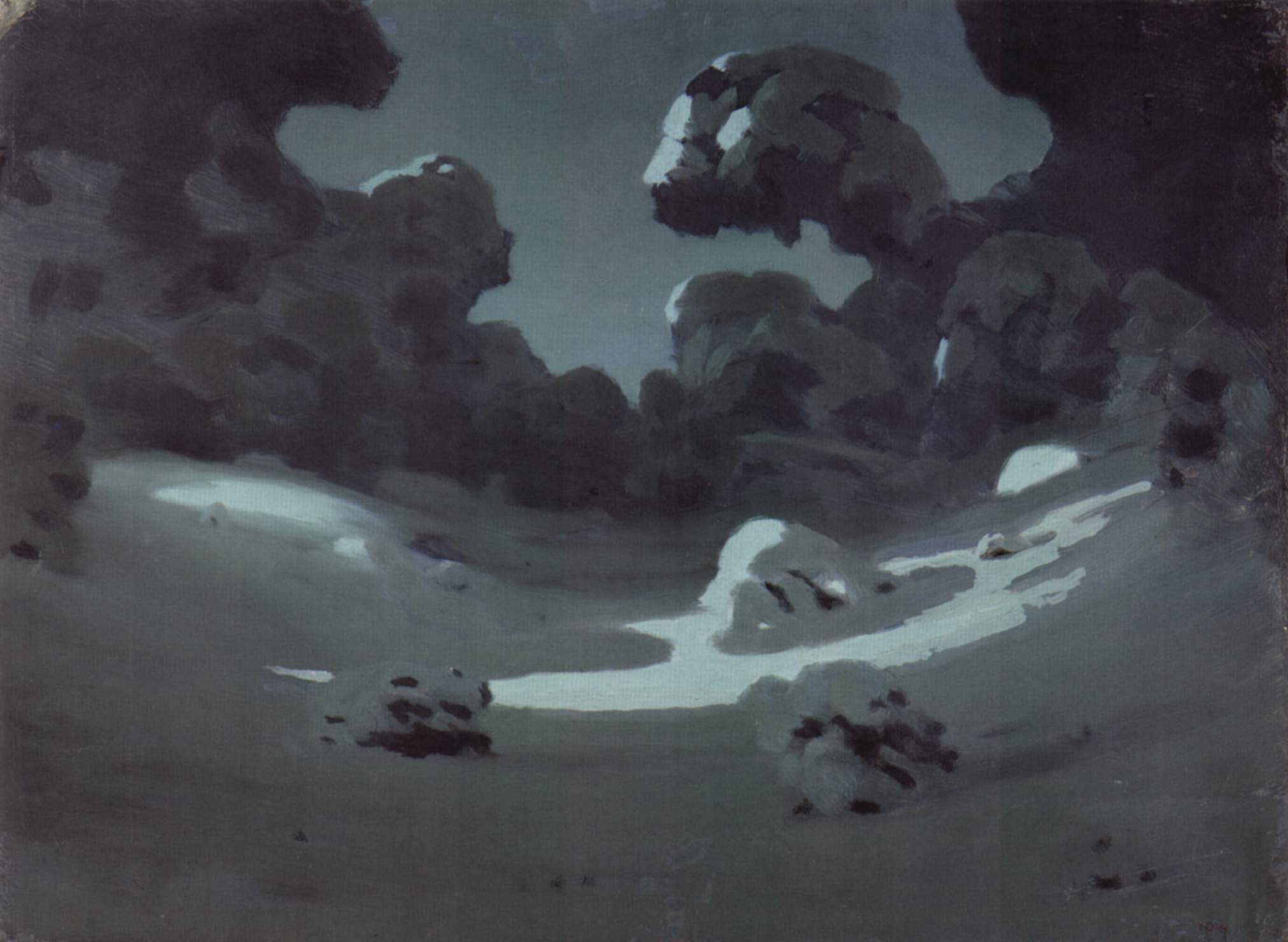
Clair de lune dans une forêt, en hiver
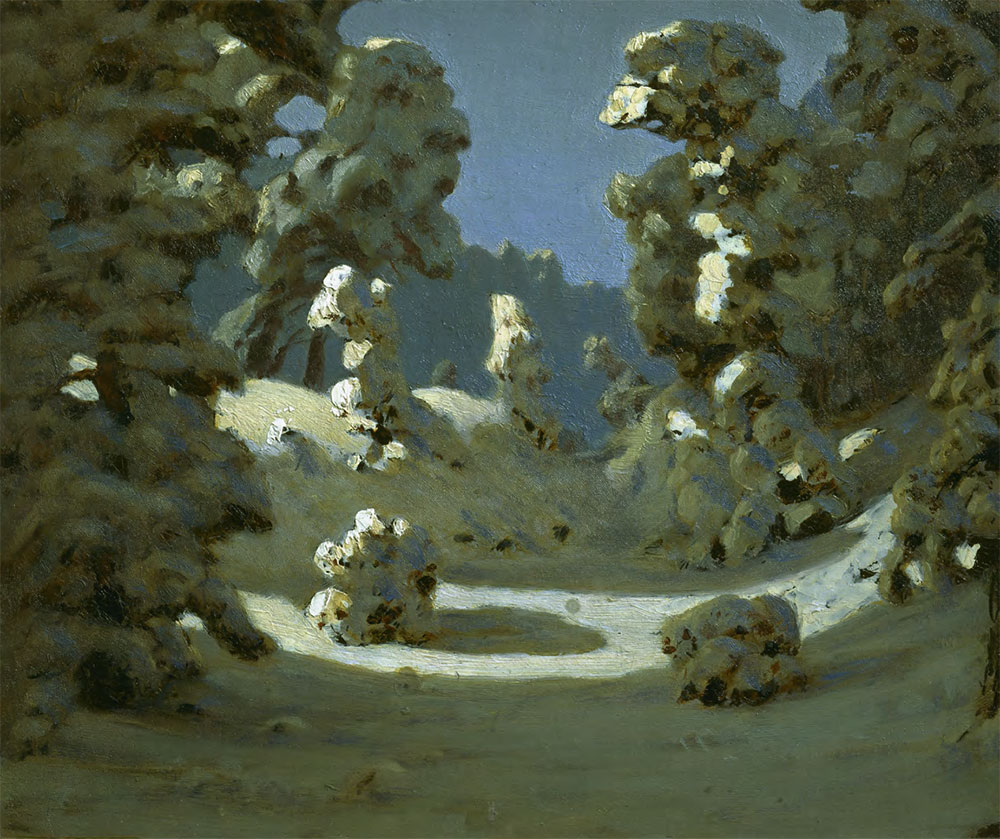
Reflets de soleil sur givre (1876-1890)
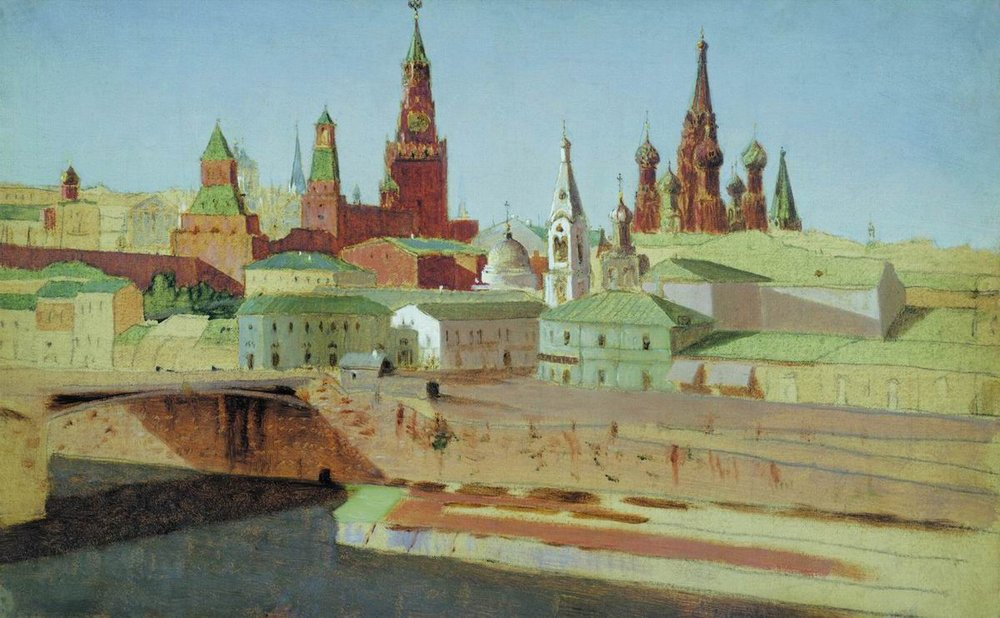
Vue sur le pont de la Moskova (Moskvoretsky) (1882)
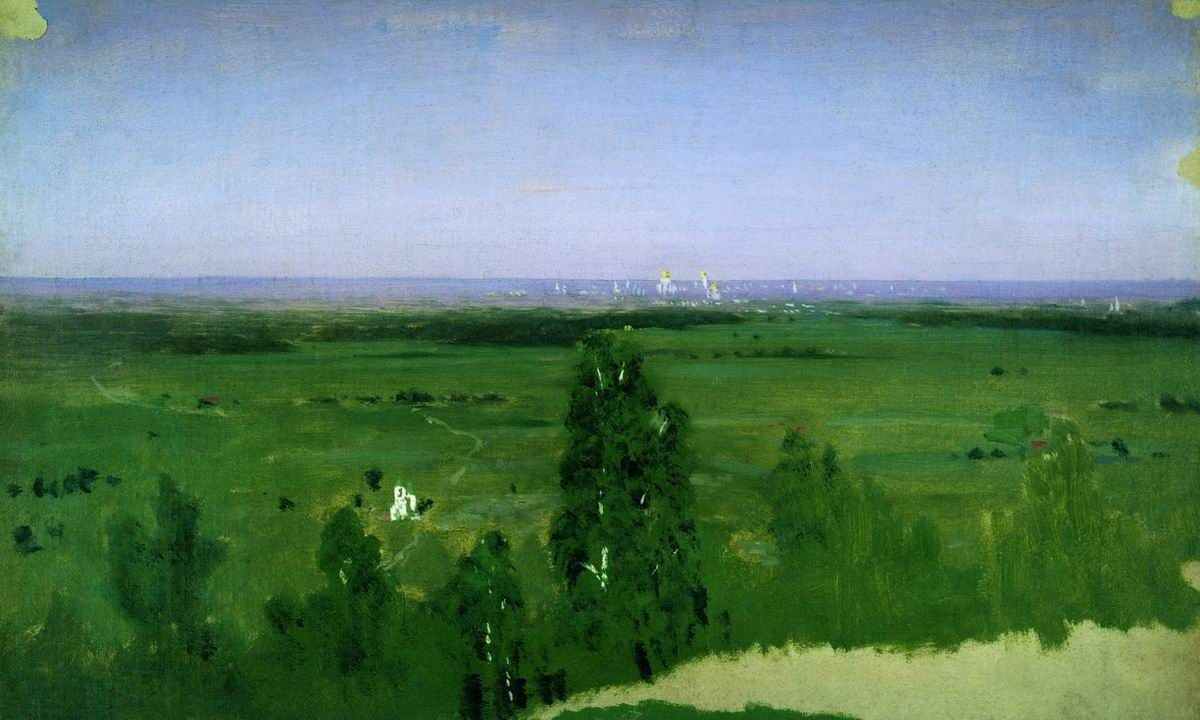
Moscou vue depuis les monts des moineaux
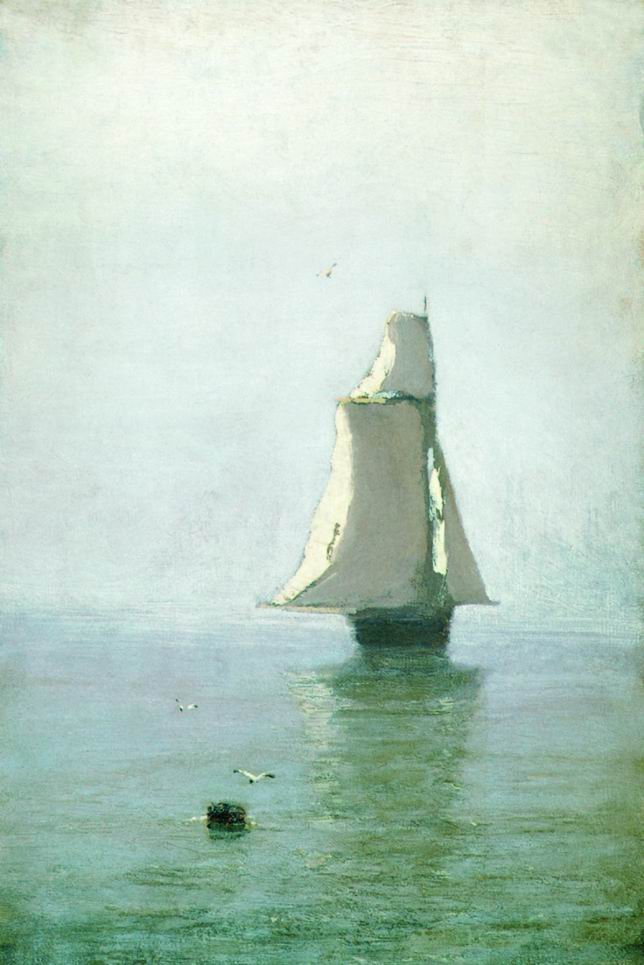
Voilier en mer (1876-1890)
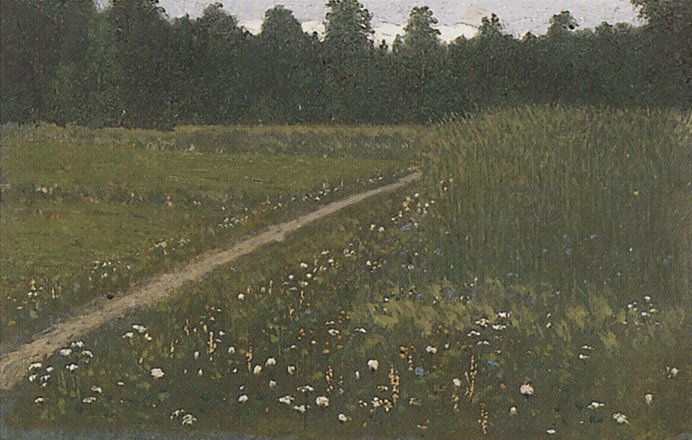
Forêt (1887)
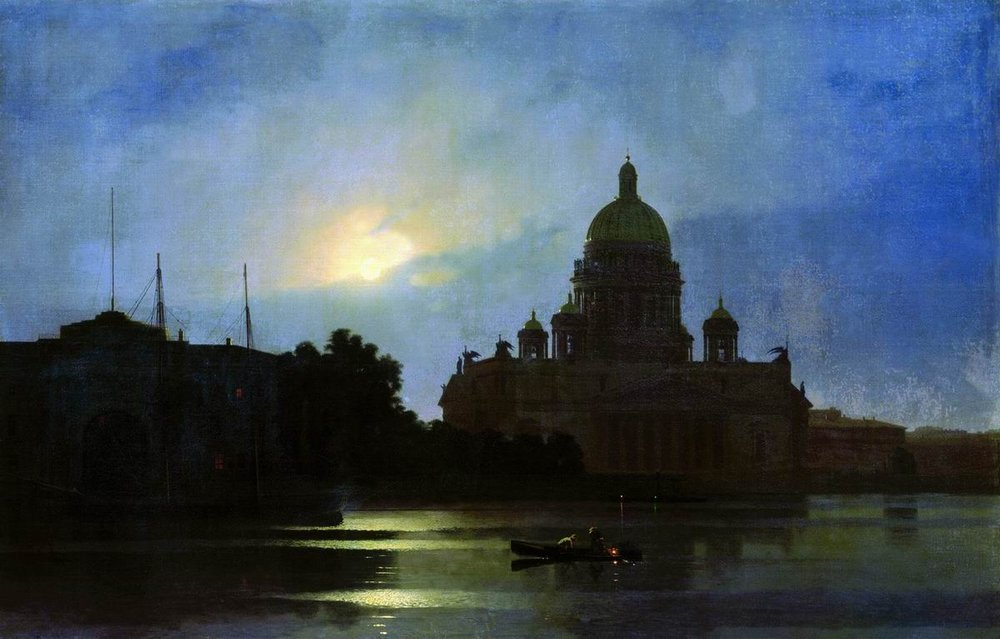
La Cathédrale Saint-Isaac (1869)
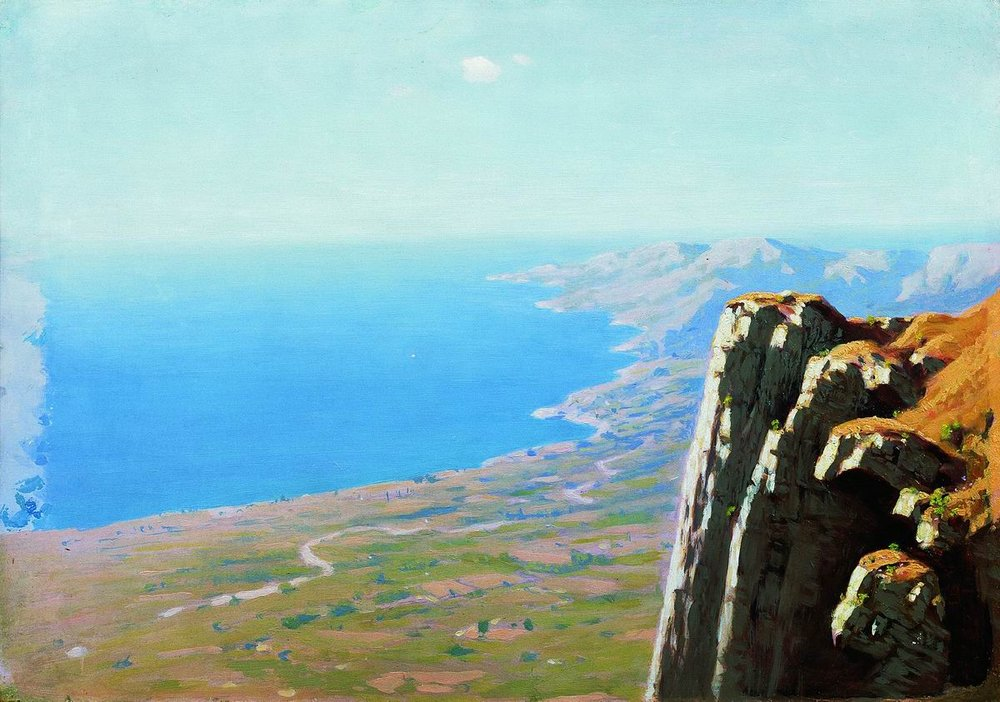
Falaise (1898-1908)
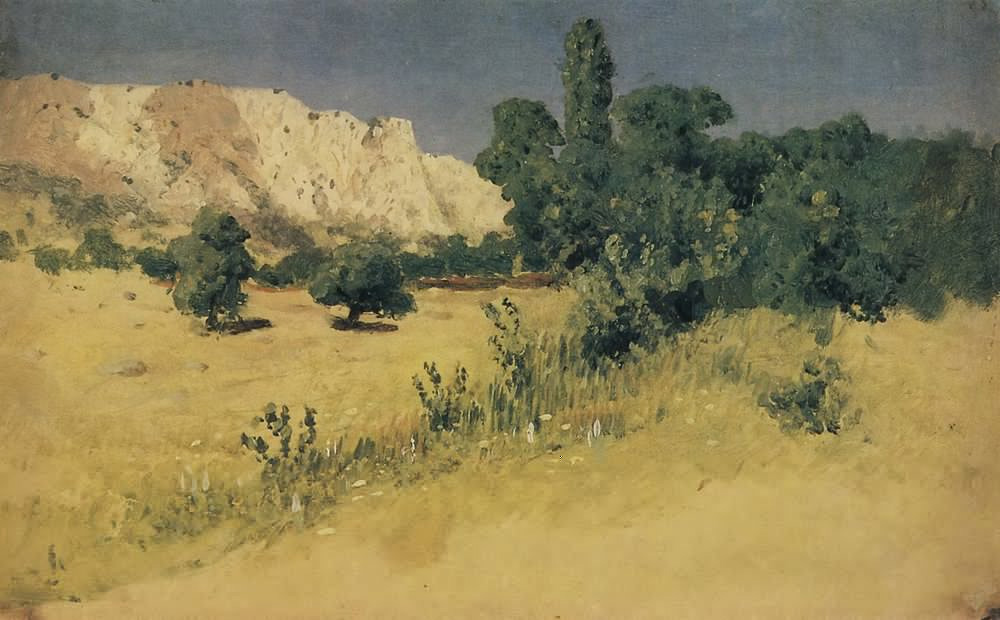
Paysage de Crimée (1885-1890)
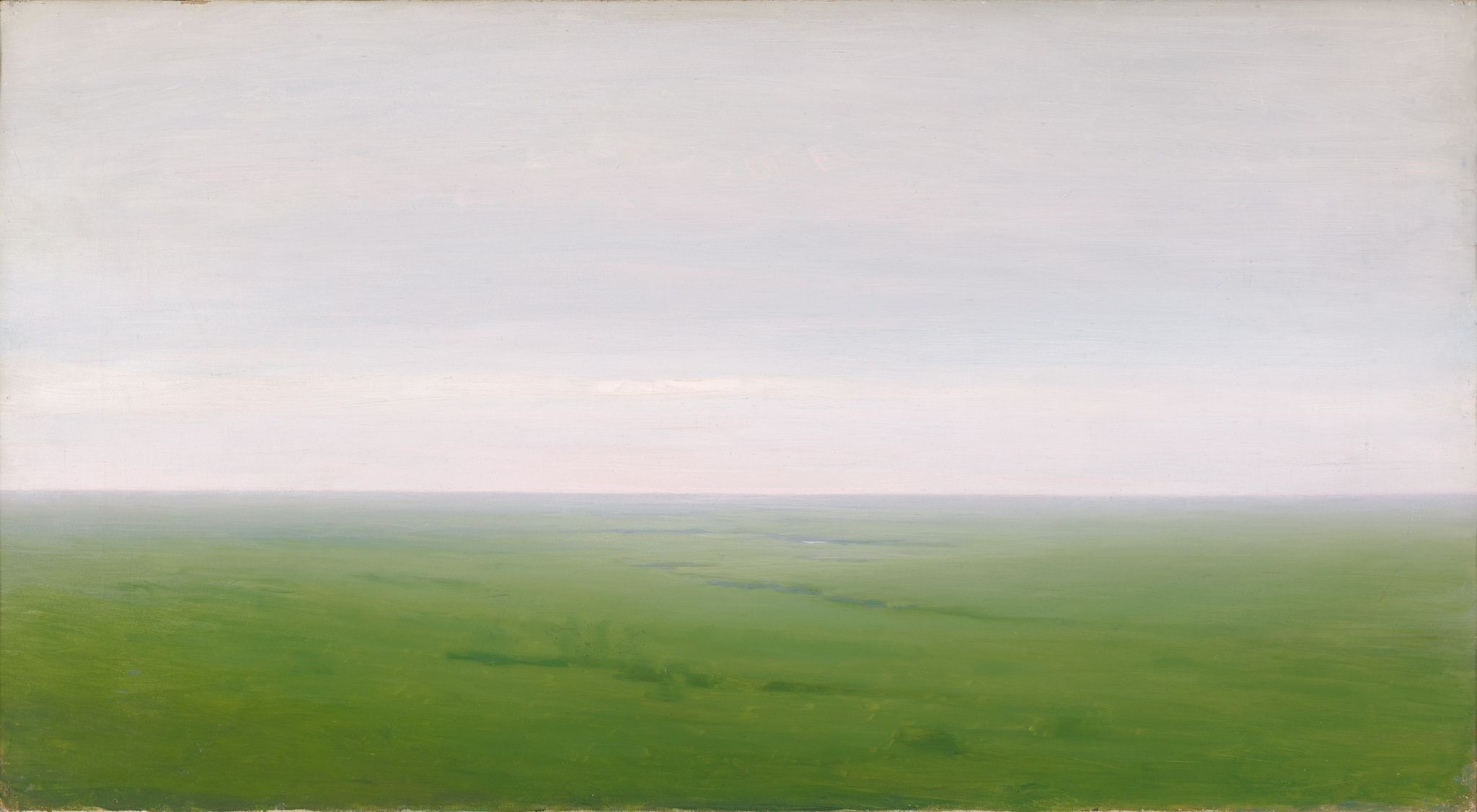
Steppe (1890-1895)
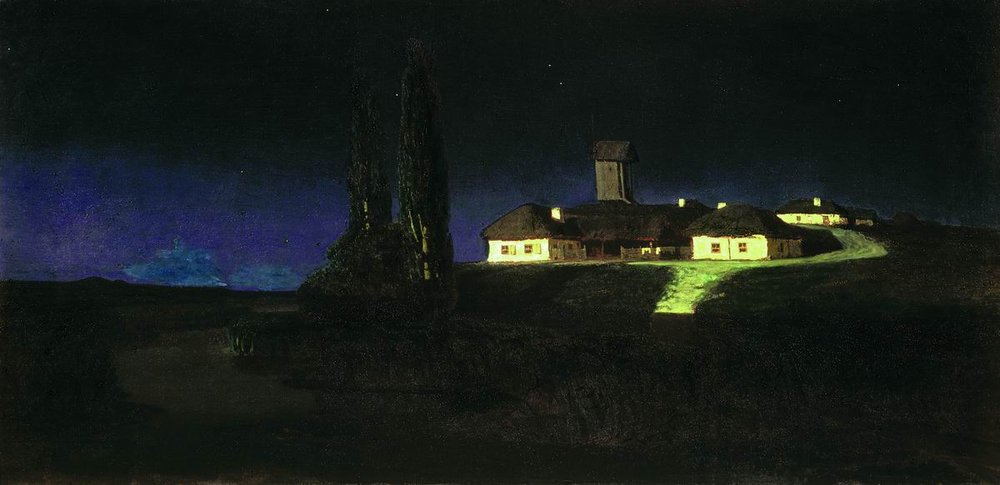
Nuit ukrainienne (1876)
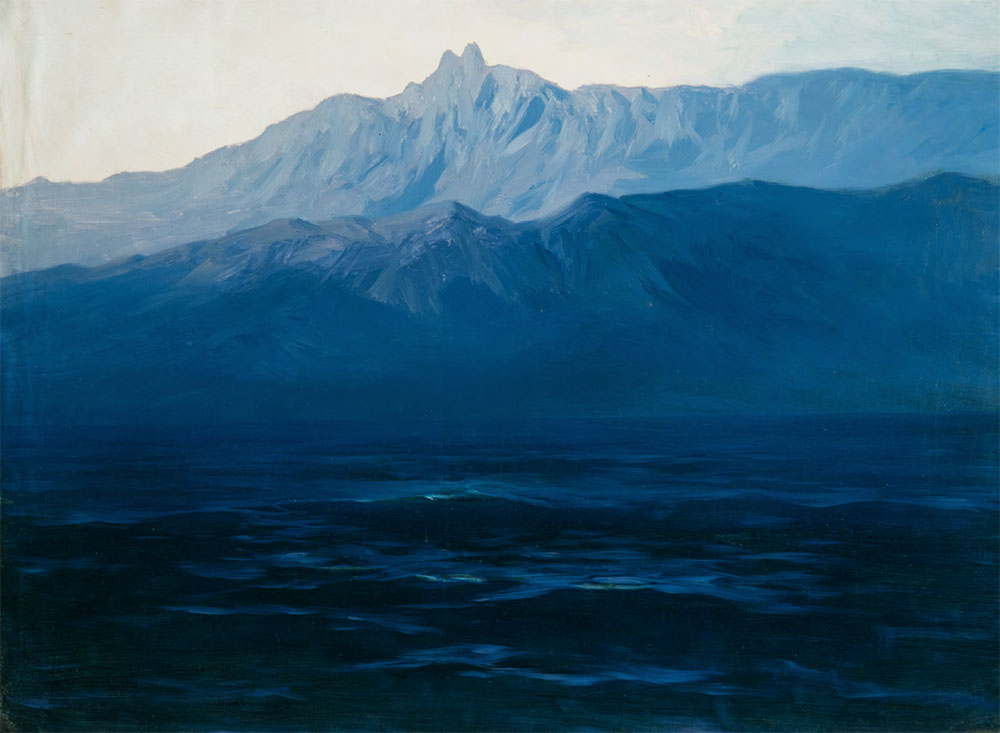
Aï-Petri. Crimée (1898-1908)

### Citations sur le peintre
« L'illusion de la lumière était son dieu et il n'y a pas de peintre comparable à lui pour atteindre ce miracle dans la peinture. »

— Ilia Répine

« Kouïndji était non seulement un grand artiste mais aussi un grand maître de la vie. Sa vie privée n'était pas commune, il était plutôt solitaire et seuls les plus proches connaissaient la profondeur de son âme. À midi exactement il montait sur le toit de sa maison, et là, dès que le canon de midi avait grondé, des milliers d'oiseaux se rassemblaient autour de lui. Il nourrissait dans ses mains ces innombrables amis : pigeons, moineaux, corbeaux, choucas, hirondelles. C'était comme si tous les oiseaux de la capitale venaient couvrir ses épaules, ses bras, sa tête. Il me dit : « Viens plus près, je leur dirai de ne pas avoir peur de toi ». C'est inoubliable, la vue de cet homme aux cheveux gris et souriant, couvert d'oiseaux gazouillants ; cela restera un des plus beaux souvenirs de ma vie… Un des plaisirs favoris de Kouïndji était d'aider des pauvres sans qu'ils sachent d'où venait cette générosité. Toute sa vie était unique… »

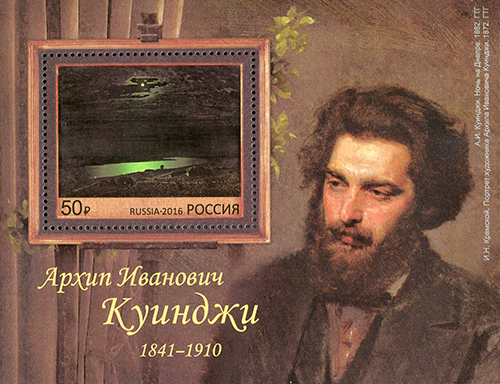
Timbre poste Russie, 2016, portrait réalisé par Ivan Kramskoï en 1872.

— Ilia Répine

### Documentaire vidéo
- (ru) « Kouïndji A./Архип Куинджи », sur Россия-Культура, 2 juillet 2017 (version du 4 août 2017 sur Internet Archive). Documentaire de la série "Les itinérants". Auteur : Julia Varentsova. Production : Studio Neofit. GTRK Kultura. 2017.